# Sân bay quốc tế Dubai
Sân bay quốc tế Dubai (IATA: DXB, ICAO: OMDB) (tiếng Ả Rập: مطار دبي الدولي) là sân bay quốc tế phục vụ Dubai, Các Tiểu Vương quốc Ả Rập Thống nhất, là sân bay chính của Dubai và là sân bay bận rộn nhất thế giới theo lưu lượng hành khách quốc tế. Đây là trung tâm hoạt động của Emirates, là sân bay bận rộn thứ ba trên thế giới, sân bay chở hàng đông thứ sáu trên thế giới, sân bay bận rộn nhất cho các chuyến bay Airbus A380 và Boeing 777 và cũng là sân bay bận rộn nhất trên thế giới hoạt động chỉ với hai đường băng. Năm 2007, sân bay này phục vụ 34.348.110 khách, xếp hạng thứ 27 thế giới về các sân bay bận rộn nhất thế giới. Đến thời điểm tháng 7 năm 2010, có hơn 6000 lượt chuyến mỗi tuần vận hành bởi 130 hãng hàng không đến hơn 215 điểm khắp các châu lục trừ châu Nam Cực. Trong năm 2017, DXB đã xử lý 88 triệu hành khách, 2,65 triệu tấn hàng hóa và 409.493 lượt máy bay. Sân bay này sẽ cạnh tranh với Sân bay quốc tế Al Maktoum rộ40 140 km² sắp được xây ở quốc gia này. Năm 2011, sân bay này phục vụ 50,98 triệu lượt khách, năm 2014 là 70,4 triệu lượt khách. Vào năm 2017, DXB phục vụ cho 88 triệu hành khách, 2,65 triệu tấn hàng hóa và 409.493 lượt cất hạ cánh.
Sân bay quốc tế Dubai nằm ở quận Al Garhoud 4,6 km về phía đông Dubai và trải rộng trên diện tích 1.200 ha. Nhà ga số 3 là tòa nhà lớn thứ hai trên thế giới bởi không gian sàn và nhà ga sân bay lớn nhất thế giới.
Sân bay được điều hành bởi Công ty Sân bay Dubai và là cơ sở chính của các hãng hàng không quốc tế của Dubai, Emirates và flydubai. Trung tâm Emirates là trung tâm hàng không lớn nhất ở Trung Đông; Emirates chiếm 51% tổng lượng hành khách và chiếm khoảng 42% tổng số máy bay tại sân bay. Sân bay Dubai cũng là cơ sở cho flydubai vận chuyển chi phí thấp, xử lý 13% lưu lượng hành khách và 25% chuyến bay tại DXB. Sân bay có tổng công suất 90 triệu hành khách mỗi năm. Tính đến tháng 1 năm 2016, có hơn 7.700 chuyến bay hàng tuần do 140 hãng hàng không khai thác đến hơn 270 điểm đến trên tất cả các lục địa trừ châu Nam Cực.
Sân bay quốc tế Dubai là một đóng góp quan trọng cho nền kinh tế Dubai, vì nó cung cấp việc làm cho khoảng 90.000 người, gián tiếp hỗ trợ hơn 400.000 việc làm và đóng góp hơn 26,7 tỷ USD cho nền kinh tế, chiếm khoảng 27% GDP của Dubai và 21% việc làm tại Dubai. Dự báo đến năm 2020, đóng góp kinh tế của ngành hàng không Dubai sẽ tăng lên 37,5% GDP của thành phố và đến năm 2030, tác động kinh tế hàng không dự kiến sẽ tăng lên 88,1 tỷ USD và hỗ trợ 1,95 triệu việc làm ở Dubai hoặc 44,7% GDP và 35,1% tổng số việc làm.

## Lịch sử
Lịch sử hàng không dân dụng ở Dubai bắt đầu vào tháng 7 năm 1937 khi một thỏa thuận hàng không được ký kết cho một căn cứ bay cho máy bay của Imperial Airways với giá thuê khoảng 440 rupee mỗi tháng - bao gồm tiền lương của lính canh. Tàu bay Empire cũng bắt đầu hoạt động mỗi tuần một lần bay về phía đông đến Karachi và phía tây đến Southampton, Anh. Đến tháng 2 năm 1938, có bốn tàu bay mỗi tuần.
Vào những năm 1940, các chuyến bay từ Dubai bằng tàu bay do British Overseas Airways Corporation (BOAC) khai thác, vận hành tuyến Horseshoe từ Nam Phi qua vịnh Ba Tư đến Sydney.

### Xây dựng

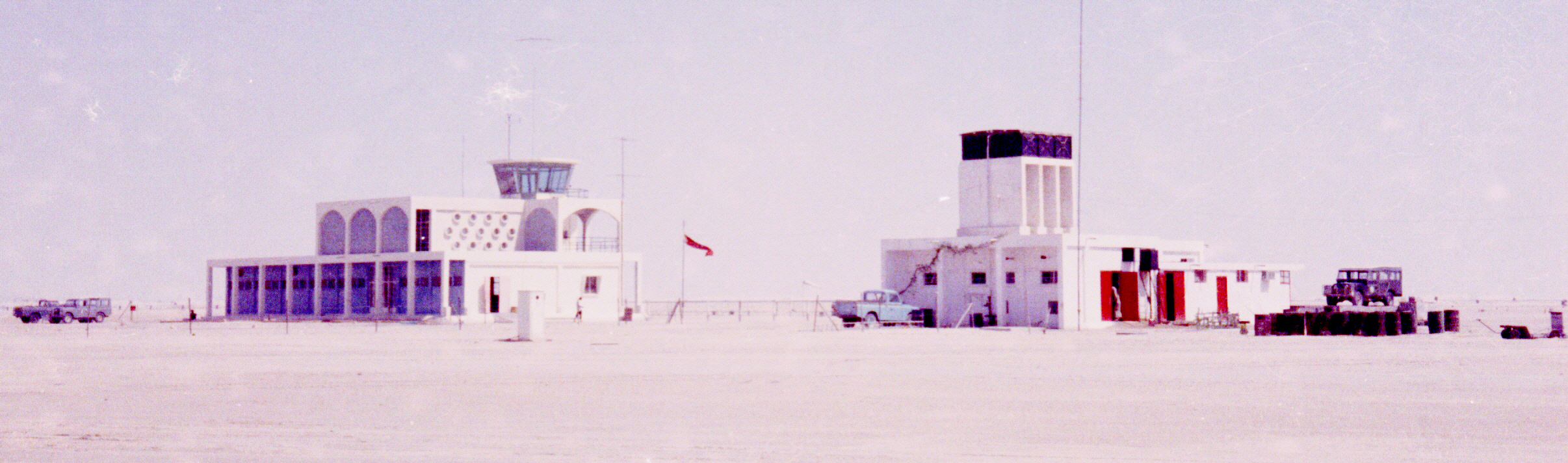
Trạm cứu hỏa Sân bay quốc tế Dubai và nhà ga cùng tháp điều khiển nhìn từ phía đất liền, được xây dựng vào đầu năm 1959

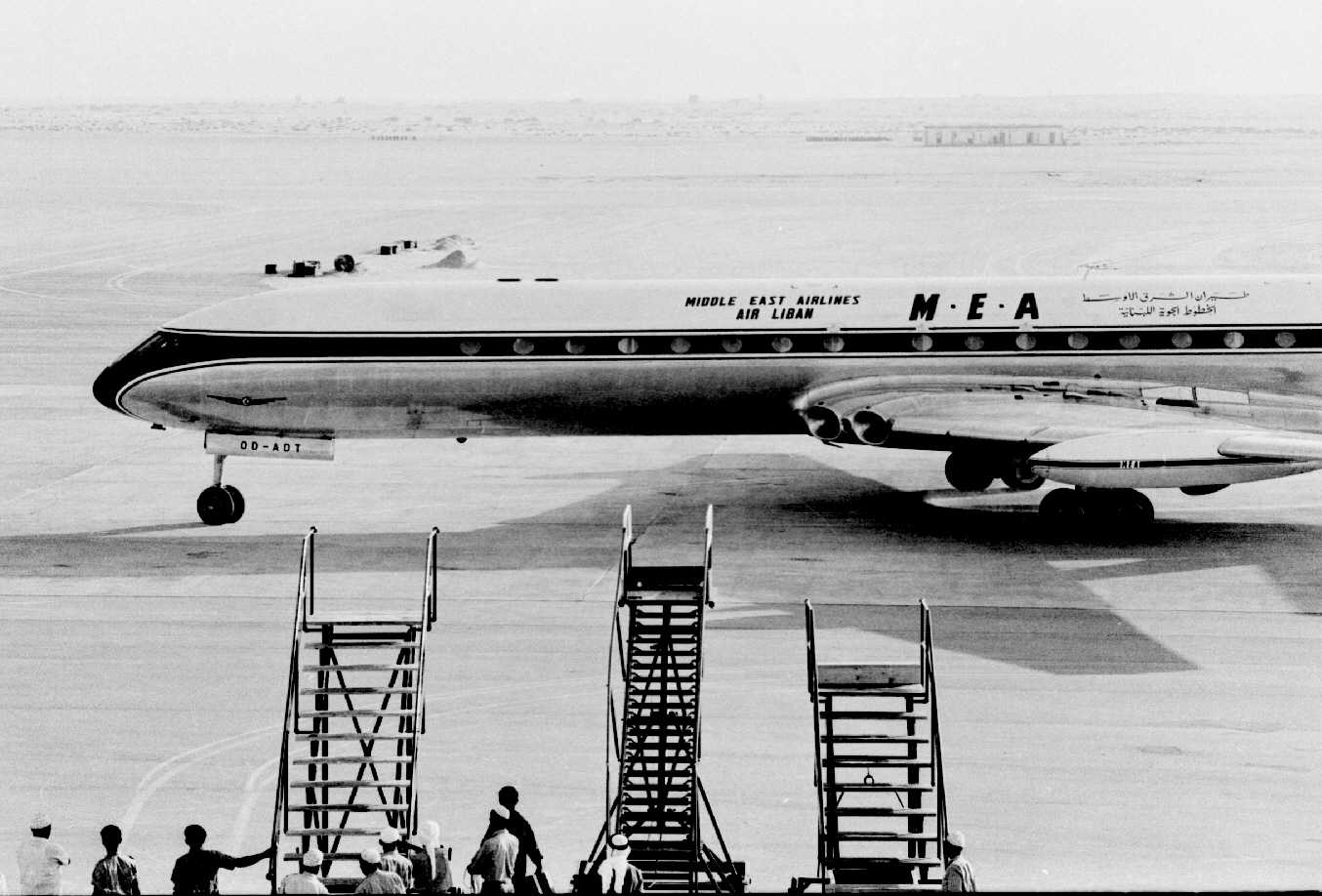
Chiếc máy bay phản lực đầu tiên hạ cánh trên đường băng mới tại sân bay Dubai năm 1965 là một chiếc Comet từ hãng hàng không Middle East Airlines

Việc xây dựng sân bay đã được lệnh của tiểu vương Dubai, Sheikh Rashid bin Saeed Al Maktoum, vào năm 1959. Nó chính thức khai trương vào năm 1960 với sân bay đầu tiên, lúc đó nó có thể xử lý máy bay kích thước của một chiếc Douglas DC-3 trên một đường băng dài 1.800 mét được làm từ cát đầm chặt. Ba khu vực rẽ, một thềm đế máy bay và nhà ga nhỏ đã hoàn thành sân bay do Costain xây dựng.
Vào tháng 5 năm 1963, việc xây dựng đường băng nhựa rộng 2.800 m đã bắt đầu. Đường băng mới này, cùng với đường băng cát và đường lăn ban đầu được khai trương vào tháng 5 năm 1965, cùng với một số phần mở rộng mới đã được thêm vào như tòa nhà ga, các nhà chứa máy bay, Sân bay và các thiết bị điều hướng được lắp đặt. Việc lắp đặt hệ thống chiếu sáng tiếp tục sau khi chính thức khai trương và được hoàn thành vào tháng 8 năm đó. Trong nửa cuối thập niên 1960, có một vài phần mở rộng, việc nâng cấp thiết bị như hệ thống dẫn đường tần số rất cao (VOR) và một hệ thống trợ giúp hạ cánh bằng khí cụ (ILS) cũng như các tòa nhà mới được xây dựng. Đến năm 1969, sân bay được phục vụ bởi 9 hãng hàng không với khoảng 20 điểm đến.
Lễ khánh thành diễn ra vào ngày 15 tháng 5 năm 1966 và được đánh dấu bởi những chuyến viếng thăm của những chiếc máy bay lớn đầu tiên của hãng hàng không Middle East Airlines và Kuwait Airways.
Sự ra đời của máy bay thân rộng đòi hỏi sự phát triển sân bay xa hơn trong những năm 1970, được tiểu vương Dubai dự đoán và kế hoạch xây dựng cho một nhà ga mới, đường băng và đường lăn có khả năng đối phó với các chuyến bay quốc tế đã được rút ra. Việc xây dựng một tòa nhà ga mới bao gồm một tòa nhà ba tầng dài 110 m và bao gồm một khu vực sàn kín rộng 13.400 mét vuông. Tháp điều khiển mới cao 28 m cũng được xây dựng.
Mở rộng tiếp tục vào đầu những năm 1970 bao gồm thiết bị ILS loại II, kéo dài đường băng hiện có lên 3.810 m, lắp đặt Đài dẫn đường vô tuyến vô hướng (NDB), máy phát điện diesel, đường lăn, vv. Công việc này đã xử lý cho việc cất và hạ cánh Boeing 747 và Concorde được khả thi. Một số phần mở rộng đường băng và thềm đế được thực hiện trong suốt thập kỷ qua để đáp ứng nhu cầu ngày càng tăng.
1971 đã thấy hệ thống tiếp cận loại 2 và hệ thống chiếu sáng đường băng chính xác mới được đưa vào hoạt động. Việc xây dựng Trạm Cứu hỏa Sân bay và lắp đặt các máy phát điện được hoàn thành vào tháng 12 năm đó và hoạt động hoàn toàn vào tháng 3 năm 1972. Tiểu vương cũng đã ủy nhiệm và khánh thành Hệ thống Giám sát Tầm xa vào ngày 19 tháng 6 năm 1973.
Với việc mở rộng các Dịch vụ Chữa cháy Sân bay, cần phải tìm chỗ ở phù hợp hơn và xây dựng một nhà chứa máy bay vào cuối năm 1976. Nó nằm giữa đường băng để tạo thuận lợi cho các hoạt động hiệu quả. Một tòa nhà mới cũng được xây dựng cho Kỹ sư Bảo trì Sân bay, phần Kỹ thuật Điện tử và Cửa hàng.
Việc mở rộng Nhà hàng Sân bay và Phòng chờ Chuyển tuyến bao gồm việc tân trang tầng trên và việc cung cấp một nhà bếp mới đã hoàn thành vào tháng 12 năm 1978.
Giai đoạn phát triển tiếp theo là đường băng thứ hai, được hoàn thành ba tháng trước thời hạn và mở vào tháng 4 năm 1984. Đường băng này, nằm cách đường băng hiện tại 360 m về phía bắc và được trang bị hệ thống trợ giúp hạ cánh bằng khí cụ mới nhất, hệ thống chiếu sáng sân bay và hệ thống dự báo thời tiết để cung cấp cho sân bay phân loại hạng II.
Ngoài ra một số phần mở rộng và nâng cấp các thiết bị và hệ thống hỗ trợ được thực hiện. Vào ngày 23 tháng 12 năm 1980, sân bay đã trở thành thành viên bình thường của Hội đồng Sân bay Quốc tế (ACI).
Trong những năm 1980, Dubai là điểm dừng chân đối với các hãng hàng không như Air India, Cathay Pacific, Singapore Airlines, Malaysia Airlines và những hãng khác đi giữa châu Á và châu Âu cần một điểm tiếp nhiên liệu tại vịnh Ba Tư. Việc trung chuyển này sau đó được dự phòng với hàng không Nga sẵn có do sự tan rã của Liên Xô và sự ra đời của máy bay tầm xa được giới thiệu vào cuối những năm 1980 và đầu những năm 1990 như Airbus A340, Boeing 747-400 và Boeing 777, có tầm bay giữa châu Âu và Đông Nam Á không ngừng.

### Mở rộng

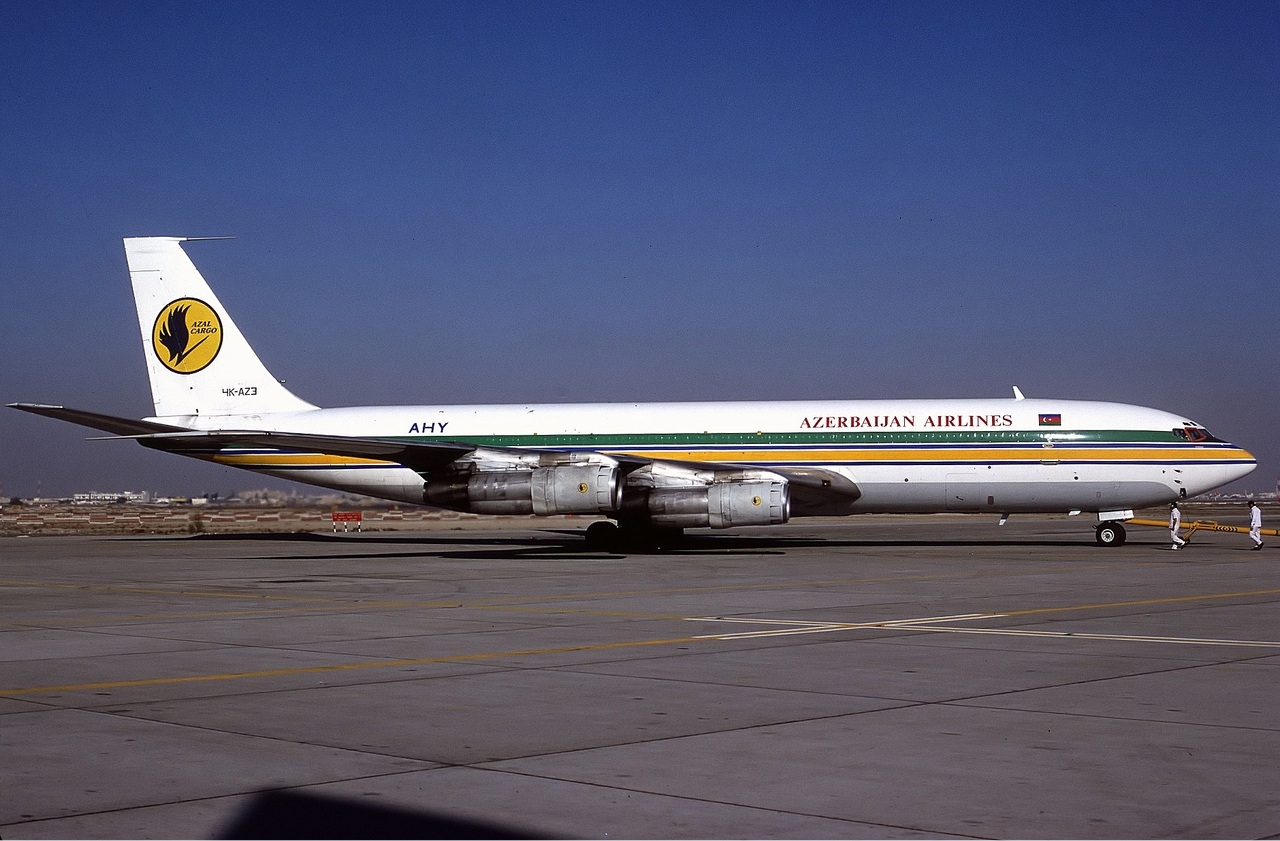
Máy bay Boeing 707-300 của hãng hàng không Azerbaijan Airlines đậu tại một trạm từ xa tại sân bay quốc tế Dubai vào năm 1995.

Air Astana Boeing 737-700 tại sân bay quốc tế Dubai năm 2005.

Việc khai trương Nhà ga số 2 năm 1998 đã chứng kiến bước đầu tiên của giai đoạn 1 của việc quy hoạch tổng thể phát triển mới được đưa ra vào năm 1997. Giai đoạn thứ hai, Phòng chờ số 1 mở cửa vào tháng 4 năm 2000 dưới tên nhà ga Sheikh Rashid. Phòng chờ có chiều dài 0,8 km và nối với khu vực nhận phòng bằng đường hầm ngầm dài 0,3 km có đường đi bộ (băng tải/thiết bị di chuyển). Nó cũng có một khách sạn, trung tâm kinh doanh, câu lạc bộ sức khỏe, ăn uống và các cơ sở giải trí, dịch vụ internet, trung tâm y tế, bưu điện và một phòng cầu nguyện. Bước tiếp theo là cấu hình lại các đường băng, đã là một phần của giai đoạn 2, các thềm đế và đường lăn được mở rộng và tăng cường trong giai đoạn 2003-2004. Ngoài ra, Trung tâm hoa Dubai mở cửa vào năm 2005 như là một phần của sự phát triển. Sân bay thấy nhu cầu này vì thành phố là trung tâm nhập khẩu và xuất khẩu hoa và sân bay yêu cầu một cơ sở chuyên môn vì hoa cần điều kiện đặc biệt.
Việc xây dựng Nhà ga số 3 bắt đầu vào năm 2004 như là giai đoạn tiếp theo của giai đoạn 2, với chi phí ước tính khoảng 4,55 tỷ đô la. Hoàn thành ban đầu được lên kế hoạch cho năm 2006, nhưng đã bị trì hoãn hai năm.
Vào ngày 30 tháng 5 năm 2008, một buổi lễ khánh thành đã được tổ chức. Nhà ga đã hoạt động vào ngày 14 tháng 10 năm 2008 với Emirates Airline (EK2926) từ Jeddah, Ả Rập Xê Út, là chuyến bay đầu tiên đến nhà ga mới và EK843 đến Doha, Qatar là chuyến bay khởi hành đầu tiên. Nhà ga này đã tăng sức chứa hành khách tối đa của sân bay mỗi năm lên 47 triệu, nâng tổng công suất hàng năm lên đến 75 triệu hành khách.
Vào ngày 29 tháng 10 năm 2010, sân bay đã đánh dấu kỷ niệm sinh nhật lần thứ 50 của nó. Sân bay này đã đạt hơn 402 triệu hành khách với tốc độ tăng trưởng trung bình hàng năm là 15,5% và xử lý hơn 3,87 triệu máy bay với tốc độ tăng trưởng trung bình hàng năm là 12,4%.
Với sự xuất hiện của chiếc Airbus A380, sân bay đã thực hiện những sửa đổi trị giá 230 triệu USD. Các dự án quan trọng khác tại sân bay bao gồm giai đoạn tiếp theo của giai đoạn phát triển giai đoạn 2, bao gồm việc xây dựng phòng chờ. 3. Đây sẽ là phiên bản nhỏ hơn của Phòng chờ số 2 được kết nối với Nhà ga số 3.
Cũng như một phần của việc mở rộng, sân bay hiện có thể xử lý ít nhất 75 triệu (tăng 19 triệu) hành khách mỗi năm với việc mở Phòng chờ số 3, là một phần của Nhà ga số 3. Trong năm 2009, Nhà ga số 2 đã mở rộng cơ sở vật chất để xử lý 5 triệu (tăng 2 triệu) hành khách mỗi năm, nâng tổng công suất của sân bay lên 62 triệu hành khách. Cục Hàng không dân dụng cho biết, Nhà ga số 2 sẽ tiếp tục được nâng cấp và mở rộng để nâng tổng công suất của sân bay từ 75 triệu hành khách lên 80 triệu hành khách vào năm 2012.
Nhà ga Hàng hóa Mega, có khả năng xử lý 3 triệu tấn hàng hóa mỗi năm; nó sẽ được xây dựng trong dài hạn. Việc hoàn thành nhà ga Mega sẽ không muộn hơn năm 2018. Nhà ga 2 sẽ được tái phát triển hoàn toàn để phù hợp với tình trạng của hai nhà ga kia. Với tất cả các dự án này hoàn thành vào năm 2013, sân bay dự kiến sẽ có thể xử lý ít nhất 75-80 triệu hành khách và hơn 5 triệu tấn hàng hóa.

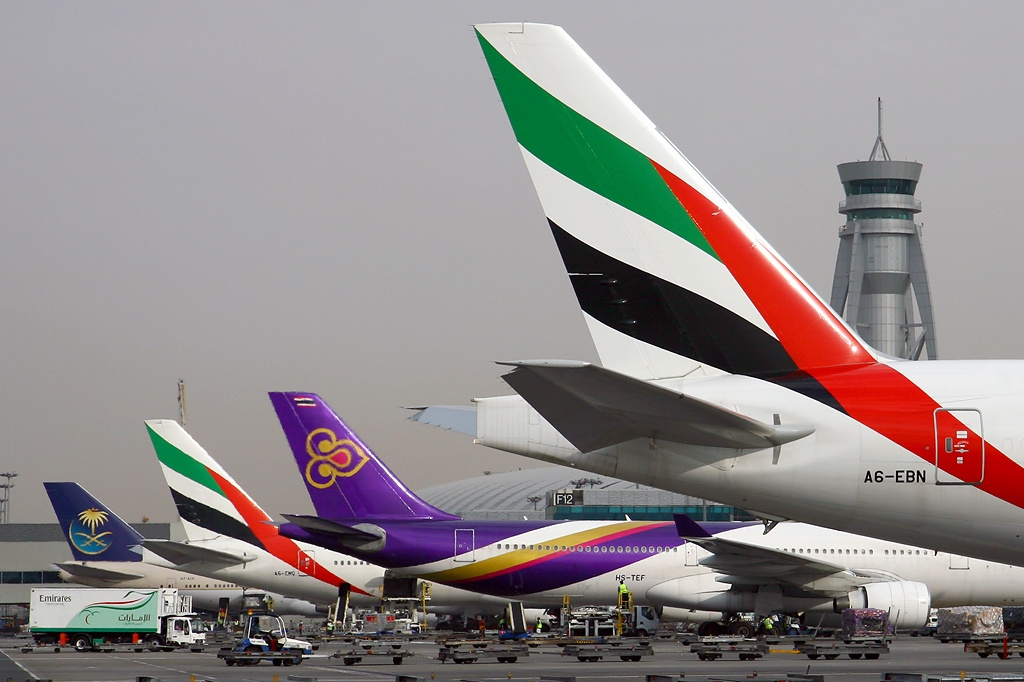
Máy bay đậu tại sân đậu C. Sân đậu C có sức chứa 33 triệu hành khách

Các cơ sở hạ cánh của sân bay đã được sửa đổi để cho phép xây dựng hai trạm cho tuyến Red Line của Tàu điện ngầm Dubai. Một ga được xây dựng tại Nhà ga số 1 và nhà ga khác tại Nhà ga số 3. Tuyến bắt đầu hoạt động vào ngày 9 tháng 9 năm 2009 và mở cửa theo các giai đoạn trong năm tới. Tuyến tàu điện ngầm thứ hai, tuyến Green Line, chạy gần Khu vực Tự do Sân bay và đã phục vụ khu vực đông bắc của sân bay với Nhà ga số 2 bắt đầu vào tháng 9 năm 2011.
Tuyến Purple Line dài 52 km sẽ nối Sân bay quốc tế Dubai và Sân bay quốc tế Al Maktoum, hiện đang được xây dựng tại Jebel Ali.
Với giai đoạn 2 của kế hoạch mở rộng của DXB hoàn thành, sân bay hiện có ba nhà ga và ba phòng chờ, hai nhà ga hàng hóa lớn, khu phi trường, trung tâm triển lãm với ba phòng triển lãm lớn, trung tâm bảo trì máy bay và trung tâm hoa để xử lý hoa - mặt hàng dễ hỏng. Một giai đoạn 3 đã được bao gồm trong kế hoạch tổng thể liên quan đến việc xây dựng một Phòng chờ số 4 mới.
Sân bay tiết lộ kế hoạch tương lai của họ vào tháng 5 năm 2011, bao gồm việc xây dựng một sân đậu D mới cho tất cả các hãng hàng không hiện đang hoạt động tại sân đậu C. Sân đậu D dự kiến sẽ nâng tổng công suất của sân bay lên hơn 90 triệu hành khách và sẽ mở cửa vào đầu năm 2016. Kế hoạch cũng bao gồm chỉ cho Emirates đậu tại sân đậu C cùng với sân đậu A và B.
Vào tháng 9 năm 2012, các sân bay Dubai đã thay đổi tên của các phòng chờ để giúp hành khách dễ dàng điều hướng sân bay hơn. Phòng chờ số 1, trong đó hơn 100 hãng hàng không quốc tế hoạt động, trở thành Phòng chờ C. Phòng chờ số 2 trở thành Phòng chờ B và Phòng chờ số 3 trở thành Phòng chờ A. Các cổng ở Nhà ga số 2 đã được thay đổi và hiện được đánh số F1 đến F6. Các chuỗi alpha-số còn lại đang được dành riêng cho các cơ sở sân bay trong tương lai là một phần của chương trình mở rộng 7,8 tỷ đô la của Sân bay Dubai, bao gồm Phòng chờ D.
| Giai đoạn   | Năm       | Miêu tả |
| ----------- | --------- | --- |
| Giai đoạn 1 | 1997      | Công suất ban đầu là 11 triệu hành khách/năm. Tổng giá trị nâng cấp 540 triệu USD cho giai đoạn 1. |
| Giai đoạn 1 | 1998      | Nhà ga số 2 được khánh thành vào ngày 1 tháng 5 năm 1998, để giảm bớt tắc nghẽn từ Nhà ga số 1, với sức chứa 2,5 triệu hành khách mỗi năm. |
| Giai đoạn 1 | 2000      | Nhà ga Sheikh Rashid (Phòng chờ C) - mở cửa trở lại ngày 15 tháng 4 năm 2000. Có khả năng xử lý 22 triệu hành khách mỗi năm. |
| Giai đoạn 2 | 2002      | 4,5 tỷ đô la (545 triệu đô la cho các công dân làm việc cho các dự án Nhà ga số 3 và phòng chờ) được đưa ra. |
| Giai đoạn 2 | 2003      | Đường lăn được tăng cường. Ngoài ra, làm việc trên các đường lăn khác trong khu vực đã được mở rộng để hoàn thành công việc liên quan đến đường băng thứ hai mới được đưa vào hoạt động.                                                                                              |
| Giai đoạn 2 | 2005      | Xây dựng Trung tâm Hoa Dubai hoàn thành. |
| Giai đoạn 2 | 2005      | Gian hàng VIP trị giá 225 triệu USD cho Cánh Hoàng gia Dubai mở cửa vào tháng Bảy. |
| Giai đoạn 2 | 2008      | Có khả năng xử lý 60 triệu hành khách mỗi năm với việc khai trương Nhà ga số 3 - Phòng chờ B. |
| Giai đoạn 2 | 2012      | Tiện ích mở rộng cho Nhà ga số 2 đã hoàn thành - sảnh nhận phòng mới, khu vực khởi hành và tiện ích mở rộng đến tòa nhà ga. |
| Giai đoạn 2 | 2013      | Phòng chờ A mới được xây dựng, cho phép sân bay có sức chứa 80 triệu hành khách. |
| Giai đoạn 2 | 2016      | Phòng chờ D sẽ được hoàn thành với sức chứa 15 triệu hành khách. Tất cả các hãng hàng không hiện đang hoạt động từ sân đậu C sẽ chuyển sang D. |
| Mở rộng     | 2004–2008 | Bao gồm xây dựng Trung tâm Dịch vụ Ăn uống của Emirates, Cơ sở Kỹ thuật của Emirates. |
| Mở rộng     | 2006      | Khai trương Cơ sở Kỹ thuật của Emirates - các nhà chứa máy bay lớn nhất thế giới. |
| Mở rộng     | 2007      | Khai trương Trung tâm phục vụ bay của Emirates, có khả năng sản xuất 115.000 bữa ăn mỗi ngày. |
| Mở rộng     | 2008      | Cơ sở mới của Trung tâm điều hành chuyến bay mới ra mắt. |
| Mở rộng     | 2014      | Cải tạo đường băng và nâng cấp sau dự án 80 ngày từ ngày 1 tháng 5 đến ngày 20 tháng 7 năm 2014. Trong thời gian này, DXB hoạt động với một đường băng duy nhất. Ánh sáng LED mới thay thế đèn đường băng wolfram cũ và đường lăn mới được xây dựng cho phép tăng sức tải đường băng. |
| Mở rộng     | 2015      | Công suất thiết bị Nhà ga số 2 tăng lên 10 triệu khách sau khi việc mở rộng hoàn thành. |

Chính phủ Dubai đã công bố việc xây dựng một sân bay mới ở Jebel Ali, đặt tên là Trung tâm Thế giới Dubai - Sân bay quốc tế Al Maktoum. Nó được dự kiến sẽ là sân bay lớn thứ hai trên thế giới theo kích thước vật lý, mặc dù không phải bằng số liệu hành khách. Nó được mở vào ngày 27 tháng 6 năm 2010, tuy nhiên, việc xây dựng dự kiến sẽ không hoàn thành cho đến năm 2017. Sân bay dự kiến có thể chứa tới 160 triệu hành khách. Đã có một kế hoạch chính thức để xây dựng tuyến Purple Line của Tàu điện ngầm Dubai để kết nối Sân bay quốc tế Al Maktoum với Sân bay quốc tế Dubai; xây dựng đã được thiết lập để bắt đầu vào năm 2012. Kể từ đó, đã có tin đồn rằng Purple Line đang bị trì hoãn hoặc thậm chí bị hủy bỏ. Sân đậu D mở cửa vào ngày 24 tháng 2 năm 2016 cho tất cả các hãng hàng không quốc tế và rời khỏi Nhà ga số 1. Emirates hiện hoạt động ở sân đậu A, Nhà ga số 3 và Nhà ga số 1.
| Hàng không                            | 1990               | 1994               | 1998        | 2002         | 2006         | 2010         | 2014         |
| ------------------------------------- | ------------------ | ------------------ | ----------- | ------------ | ------------ | ------------ | ------------ |
| Vận chuyển hành khách                 | 4.347 triệu        | 6.299 triệu        | 9.732 triệu | 15.973 triệu | 28.788 triệu | 47.181 triệu | 70.476 triệu |
| Vận chuyển hàng hóa (tấn)             | 144,282            | 243,092            | 431,777     | 764,193      | 1.410 triệu  | 2.19 triệu   | 2.37 triệu   |
| Thành phố hợp tác sản xuất chuyến bay | 36                 | 54                 | 110         | 170          | 195          | 210          | 240          |
| Chuyến bay theo lịch hàng tuần        | Không có thông tin | Không có thông tin | 2,350       | 2,850        | 4,550        | 6,100        | 7,500        |
| Hãng hàng không                       | Không có thông tin | Không có thông tin | 80          | 102          | 113          | 135          | 140          |

## Giao thông hàng không

### Các hãng hàng không chính có trụ sở tại DXB

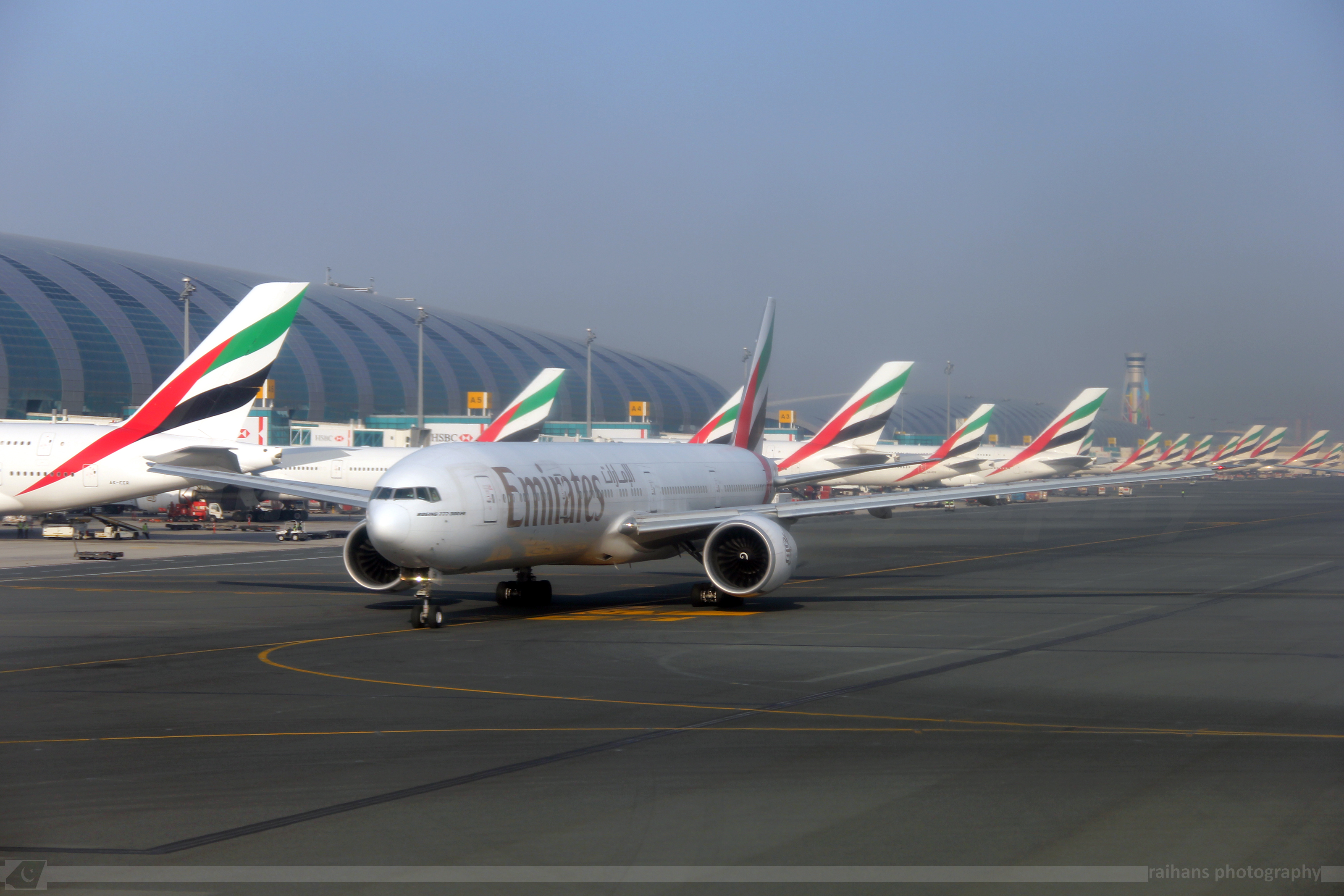
Emirates hoạt động tại Sân bay quốc tế Dubai

- Emirates hoạt động tại Sân bay quốc tế DubaiEmirates Airline là hãng hàng không lớn nhất hoạt động tại sân bay, với đội bay gồm hơn 200 máy bay Airbus và Boeing đặt tại Dubai, cung cấp các dịch vụ theo lịch trình đến Trung Đông, Châu Phi, Châu Á, Châu Âu, Bắc Mỹ, Nam Mỹ, Úc và New Zealand. Nó hoạt động tại Nhà ga số 3, Phòng chờ A, B và C.[54]
- Emirates SkyCargo, một chi nhánh của Emirates, khai thác các dịch vụ vận tải hàng hóa theo lịch trình giữa Dubai và phần còn lại của thế giới.[55]
- Flydubai, một hãng hàng không giá rẻ có kế hoạch vận hành hơn 100 máy bay trên các dịch vụ hành khách theo lịch trình đến và đi Dubai, đến Trung Đông, Châu Phi, Châu Âu và Nam Á. Nó hoạt động tại Nhà ga số 2.[56]
- Qantas đã sử dụng DXB làm trung tâm thứ cấp sau khi chuyển trung tâm sang các chuyến bay châu Âu đến Dubai và bắt đầu quan hệ thương mại với Emirates vào năm 2013. Qantas đã có các dịch vụ bay bằng máy bay A380 hàng ngày từ Sydney và Melbourne đến Luân Đôn qua Dubai cho đến tháng 3 năm 2018, khi Qantas giới thiệu các chuyến bay từ Melbourne đến Luân Đôn qua Perth và Sydney đến Luân Đôn qua Singapore.[57]

Các chuyến bay giải trí đến Dubai được phục vụ bởi Câu lạc bộ Hàng không Dubai, nơi tổ chức huấn luyện bay cho phi công riêng và cung cấp phương tiện cho các chủ sở hữu tư nhân.
Chính phủ Dubai cung cấp dịch vụ tìm kiếm và cứu nạn tầm ngắn và dài, hỗ trợ cảnh sát, sơ tán, y tế và các chuyến bay thông thường cho sân bay và tất cả các chuyến bay VIP đến sân bay.

## Cơ sở hạ tầng

Bố trí sân bay

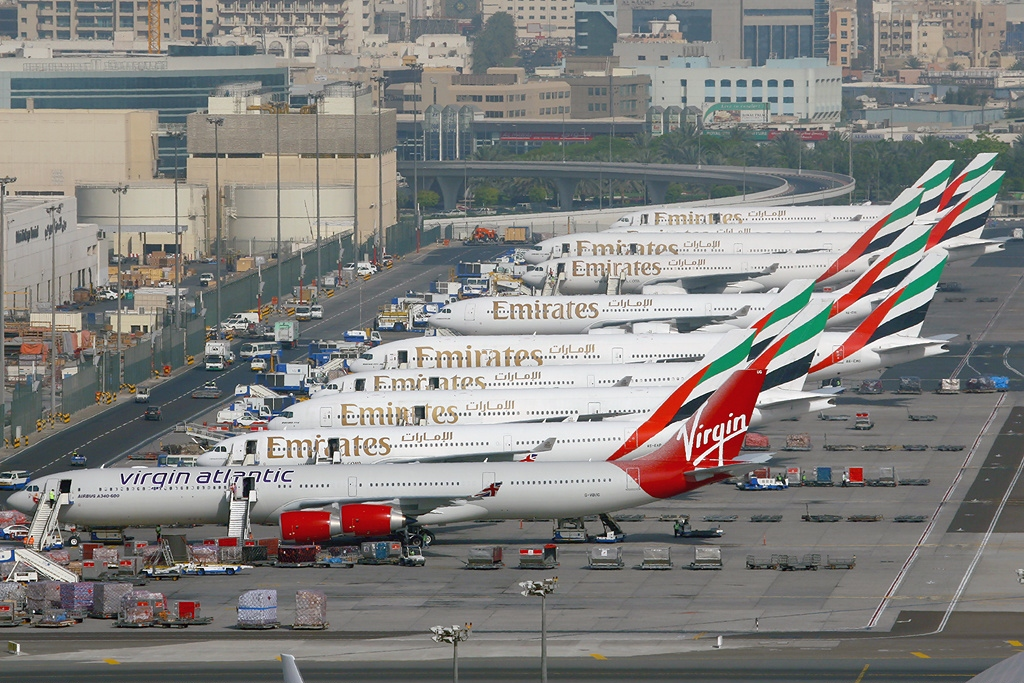
Máy bay đậu ở DXB

Sân bay quốc tế Dubai được khái niệm để hoạt động như sân bay chính của Dubai và khu vực nhộn nhịp nhất trong tương lai gần mà không cần phải di dời hoặc xây dựng sân bay khác khi số lượng hành khách tăng lên. Khu vực này đã được chọn gần Dubai, để thu hút hành khách từ thành phố Dubai, thay vì đi du lịch đến sân bay quốc tế Sharjah bận rộn hơn. Vị trí được lên kế hoạch ban đầu là Jebel Ali.
Giai đoạn 1 bao gồm việc xây dựng nhà ga hành khách đầu tiên, đường băng đầu tiên, 70 khoang đậu máy bay, các cơ sở và công trình phụ trợ, bao gồm nhà chứa bảo dưỡng lớn, trạm cứu hỏa đầu tiên, nhà xưởng và văn phòng hành chính, khu phức hợp hàng không, hai tòa nhà đại lý, nhà bếp phục vụ trên máy bay và tháp điều khiển cao 87 m. Việc xây dựng giai đoạn hai sẽ bắt đầu ngay sau khi hoàn thành giai đoạn 1 và bao gồm đường băng thứ hai, 50 khoang đậu máy bay mới ngoài 70 khoang hiện có, trạm cứu hỏa thứ hai và tòa nhà đại lý hàng hóa thứ ba.
Giai đoạn thứ ba bao gồm xây dựng một nhà ga mới (nay là các bộ phận của tòa nhà chính của Nhà ga số 1 và Phòng chờ C) và thêm 60 khoang đậu xe, cũng như cơ sở bảo trì máy bay mới. Sau đó, vào đầu những năm 2000, một kế hoạch tổng thể mới đã được giới thiệu, bắt đầu phát triển các phòng chờ và cơ sở hạ tầng hiện tại.
Paul Griffiths (Giám đốc điều hành sân bay Dubai) trong cuộc phỏng vấn với tạp chí Vision, đã trích dẫn kế hoạch xây dựng cơ sở hạ tầng để hỗ trợ việc mở rộng Emirates và ngân sách và thăng cấp các trung tâm hàng không toàn cầu.

### Tháp kiểm soát không lưu sân bay
Tháp kiểm soát không lưu cao (ATCT) 87 mét được xây dựng như một phần của giai đoạn hai của kế hoạch phát triển.

### Nhà ga
Sân bay quốc tế Dubai có ba nhà ga. Nhà ga số 1 có một phòng chờ (phòng chờ D), Nhà ga số 2 được đặt ngoài hai tòa nhà chính và Nhà ga 3 được chia thành Phòng chờ A, B và C. Nhà ga hàng hóa có khả năng xử lý 3 triệu tấn hàng mỗi năm và Nhà ga hàng không chung (GAT) gần kề.

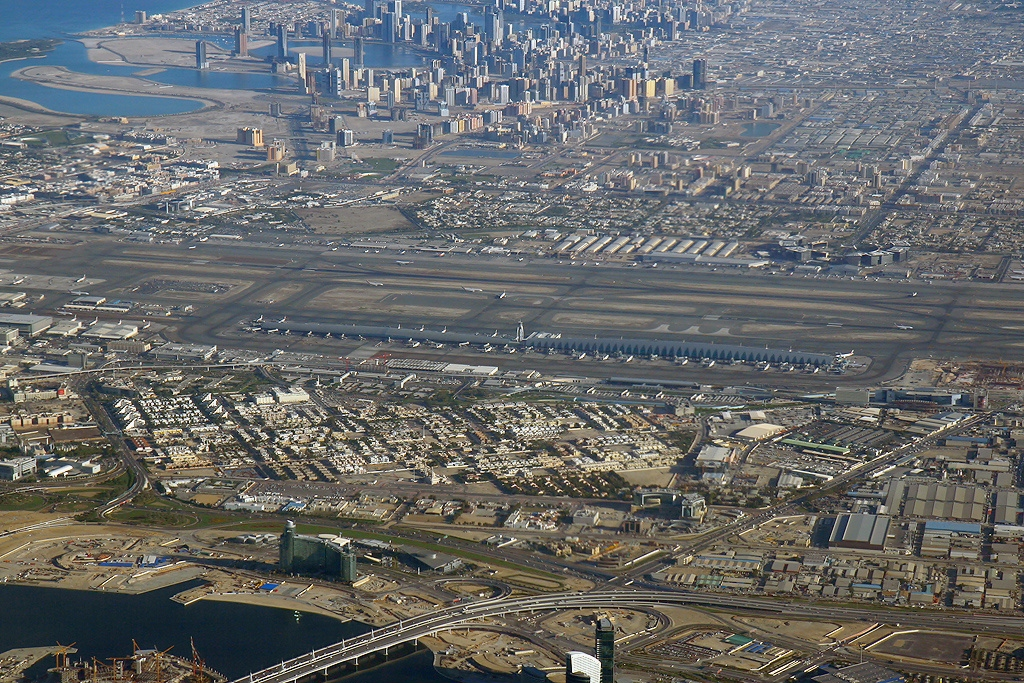
Một điểm trên không bao quát toàn cảnh Phòng chờ B và C. Phòng chờ A (không được hiển thị) được kết nối với Nhà ga số 3 thông qua một người tự động hướng dẫn. Phòng chờ D cũng được kết nối với Nhà ga số 1 thông qua APM

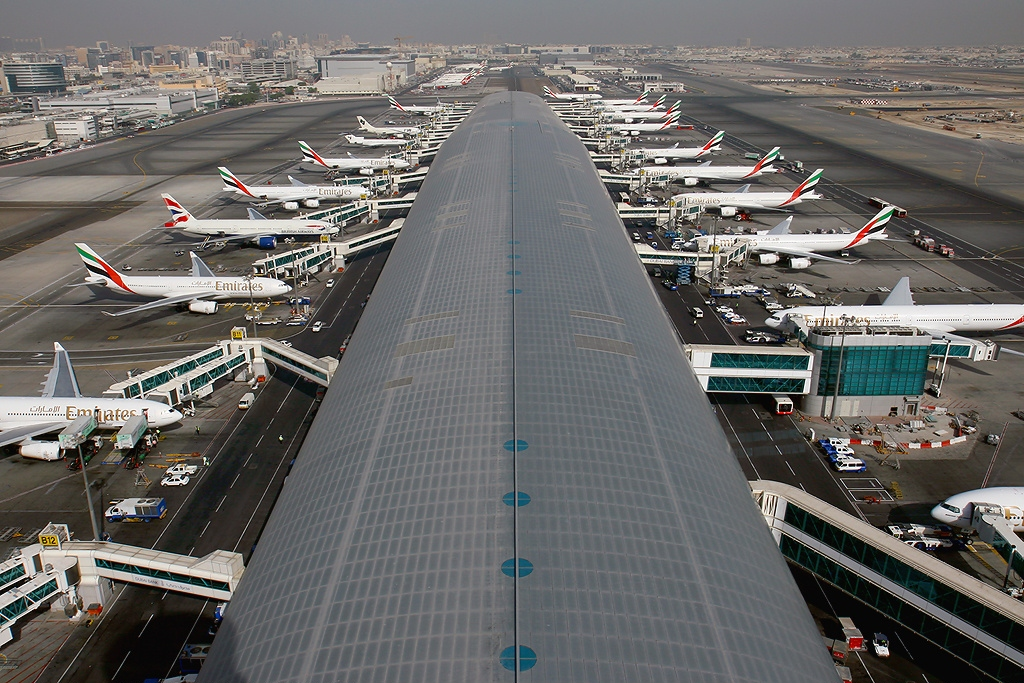
Máy bay đậu tại sân đậu C trước khi hầu hết các hoạt động của Emirates chuyển đến sân đậu B. Emirates đã tiến hành các hoạt động ở sân đậu C vào năm 2016 khi tất cả các hãng hàng không hoạt động từ sân đậu C chuyển đến sân đậu D

### Nhà ga hành khách
Sân bay Dubai có ba nhà ga hành khách. Các nhà ga số 1 và số 3 được kết nối trực tiếp với khu vực trung chuyển chung, với hành khách trên không có thể di chuyển tự do giữa các nhà ga mà không đi qua cửa kiểm soát, trong khi Nhà ga số 2 nằm ở phía đối diện sân bay. Đối với hành khách quá cảnh, dịch vụ đưa đón giữa các nhà ga với thời gian hành trình khoảng 20 phút từ Nhà ga số 2 đến Nhà ga số 1 và 30 phút đến Nhà ga số 3. Hành khách tại Nhà ga số 3 cần phải di chuyển giữa phòng chờ A và phần còn lại của Nhà ga phải di chuyển qua một người tư vấn. Cũng sau đầu năm 2016 khi việc xây dựng phòng chờ D đã được thực hiện, bây giờ có một người tư vấn di chuyển giữa phòng chờ D và nhà ga số 1.
Nằm bên cạnh Nhà ga số 2 là Nhà ga Executive Flights, nơi có các tiện nghi như phòng riêng cho hành khách cao cấp và nơi vận chuyển đến máy bay ở bất kỳ nhà ga nào khác bằng xe điện cá nhân.
Ba nhà ga hành khách có tổng sức chứa khoảng 80 triệu hành khách mỗi năm.
Các nhà ga 1 và 3 phục vụ hành khách quốc tế, trong khi Nhà ga số 2 dành cho hành khách và hành khách bay đến tiểu lục địa và vùng Vịnh Ba Tư; Nhà ga số 1 và số 3 xử lý 85% lưu lượng hành khách và nhà ga Executive Flight dành cho khách du lịch cao cấp và khách quan trọng.

#### Nhà ga số 1
Nhà ga số 1 có sức chứa 15 triệu hành khách. Nó được sử dụng bởi hơn 100 hãng hàng không và được kết nối với Phòng chờ D. Nó được trải rộng trên diện tích 520.000 mét vuông và cung cấp 221 quầy check-in.
Nhà ga ban đầu được xây dựng để xử lý 18 triệu hành khách; tuy nhiên, với tình trạng tắc nghẽn nghiêm trọng tại nhà ga, sân bay buộc phải mở rộng nhà ga để đáp ứng với việc mở 28 cổng từ xa. Trong những năm qua, nhiều cổng di động đã được bổ sung vào sân bay đưa tổng số từ năm 2010 lên 28.
Trong năm 2013, các sân bay Dubai đã công bố cải tạo chính cho Nhà ga 1 và Phòng chờ C. Việc cải tạo bao gồm nâng cấp hệ thống hành lý, thay thế bàn làm thủ tục nhận phòng và sảnh khởi hành rộng rãi hơn. Du khách đến cũng sẽ thấy những cải tiến để giúp giảm thời gian chờ đợi. Việc cải tạo được hoàn thành vào giữa năm 2015.

#### Phòng chờ D
Kế hoạch bắt đầu để mở rộng hơn nữa Sân bay Dubai, với việc xây dựng Nhà ga số 4, nó đã được tiết lộ vào ngày Emirates hoàn thành các hoạt động theo giai đoạn tại Nhà ga số 3 mới, vào ngày 14 tháng 11 năm 2008. Theo các quan chức Sân bay Dubai, kế hoạch cho Nhà ga 4 đã bắt đầu và mở rộng sẽ được thực hiện cho Nhà ga 3. Đây là những yêu cầu để mang năng lực của sân bay đến 80–90 triệu hành khách một năm vào năm 2015.
Vào tháng 5 năm 2011, Paul Griffiths, giám đốc điều hành của Dubai Sân bay tiết lộ kế hoạch sân bay Dubai. Nó liên quan đến việc xây dựng Phòng chờ D (trước đây là Nhà ga số 4). Với công suất 15 triệu, nó sẽ nâng tổng công suất của sân bay lên 90 triệu hành khách vào năm 2018 - tăng 15 triệu hành khách. Nó cũng sẽ để Emirates tiếp quản hoạt động tại Phòng chờ C, cùng với Phòng chờ A và B mà nó sẽ hoạt động. Tất cả các hãng hàng không còn lại sẽ chuyển sang Phòng chờ - Sân đậu D hoặc chuyển đến Sân bay Quốc tế Al Maktoum. Sân bay dự đoán lưu lượng hành khách và hàng hóa quốc tế sẽ tăng với tốc độ tăng trưởng trung bình hàng năm là 7,2% và 6,7%, và đến năm 2020, số lượng hành khách tại Sân bay Quốc tế Dubai sẽ đạt 98,5 triệu và khối lượng hàng hóa sẽ đạt 4,1 triệu tấn.
Phòng chờ D sẽ có sức chứa 15 triệu hành khách, bao gồm 17 cửa và sẽ được kết nối với Nhà ga số 1 thông qua một người tư vấn. Vào ngày 6 tháng 2 năm 2016, các thành viên của công chúng được mời thử nghiệm phòng chờ để chuẩn bị cho buổi khai mạc. Vào thứ Tư, ngày 24 tháng 2 năm 2016, Phòng chờ D chính thức khai trương với chuyến bay British Airways đầu tiên đến cổng D8.

### Nhà ga số 2

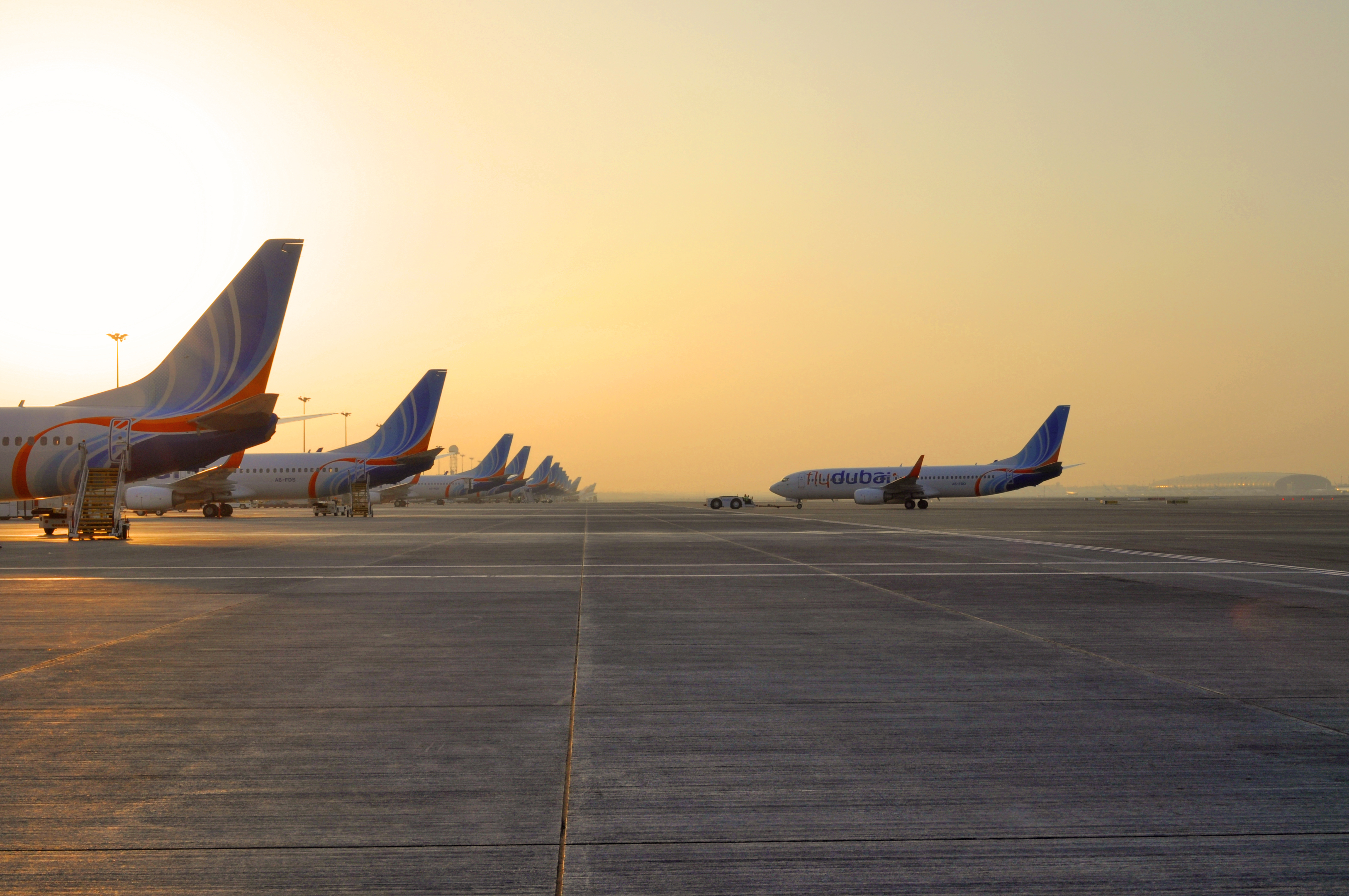
Máy bay của flyDubai đỗ tại các Nhà ga số 2

Nhà ga số 2 được xây dựng vào năm 1998 có diện tích 47.000 mét vuông và có công suất 10 triệu người vào năm 2013, sau một số công trình tái thiết và mở rộng lớn vào năm 2012 với công suất gấp đôi. Nó được sử dụng bởi hơn 50 hãng hàng không, chủ yếu hoạt động trong khu vực vịnh Ba Tư. Hầu hết các chuyến bay đều hoạt động đến Ấn Độ, Ả Rập Xê Út, Iran, Afghanistan và Pakistan.
Vào tháng 6 năm 2009, Nhà ga số 2 trở thành trung tâm của Air India Express và flydubai và nhà ga có trụ sở chính của hãng hàng không.
Nhà ga số 2 đã trải qua quá trình nâng cấp lớn gần đây, mở rộng các cơ sở nhận phòng và lên máy bay, thay đổi lối trang trí nội thất và ngoại thất, đồng thời cung cấp thêm lựa chọn ăn uống cho hành khách. Công suất được tăng lên để cho phép phục vụ 10 triệu hành khách, tăng 5 triệu lượt.
Nhà ga đã tăng số lượng phương tiện sẵn có cho hành khách. Quầy check-in đã tăng lên 37. Diện tích lên máy bay rộng rãi hơn với nhiều ánh sáng tự nhiên hơn. Ngoài ra, các cổng lên máy bay mới cho phép một số chuyến bay lên tàu đồng thời, cải thiện cho hành khách và máy bay. Có tổng cộng 43 cổng. Tuy nhiên, hành khách không thể di chuyển giữa Nhà ga 2 đến 1 hoặc từ 2 đến 3 và ngược lại trong sân bay. Họ phải tận dụng dịch vụ taxi hoặc phương tiện giao thông công cộng ở bên ngoài.
Khu vực mua sắm miễn thuế của Dubai bao gồm 2.400 mét vuông trong khu vực khởi hành và 540 mét vuông trong khu vực đáp. 3.600 mét vuông là diện tích một sảnh lớn tốt hơn.

#### Nhà ga số 3

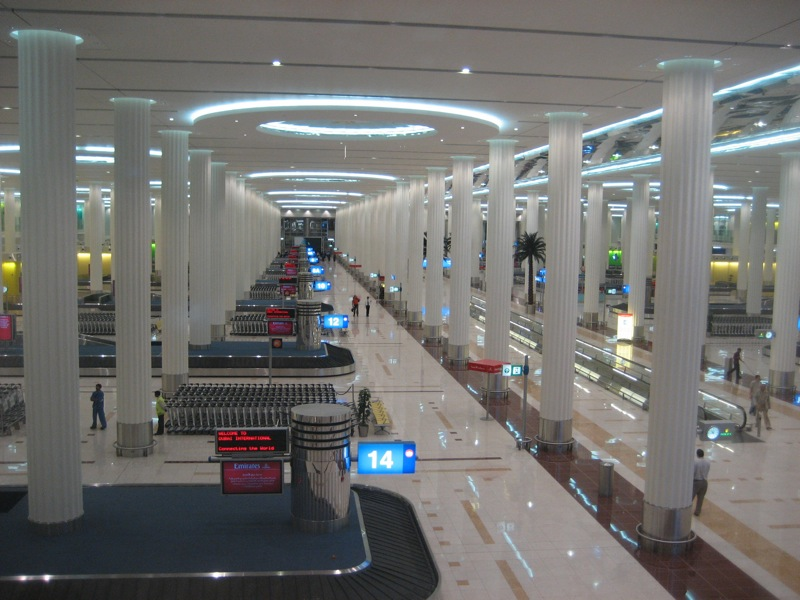
Khu vực trả hành lý tại Nhà ga số 3

Nhà ga số 3 dưới lòng đất được xây dựng với chi phí 4,5 tỷ USD, dành riêng cho Emirates và có sức chứa 65 triệu hành khách. Nhà ga có 20 cổng cho A380 Airbus tại Phòng chờ A, 5 cổng tại Phòng chờ B và 2 tại Phòng chờ C. Nó đã được công bố vào ngày 6 tháng 9 năm 2012 rằng Nhà ga số 3 sẽ không còn Emirates độc quyền, như Emirates và Qantas đã thiết lập một thỏa thuận chia sẻ mã rộng rãi. Qantas sẽ là hãng thứ hai và duy nhất của hai hãng hàng không bay vào và ra khỏi Nhà ga số 3. Thỏa thuận này cũng cho phép Qantas sử dụng phòng chờ dành riêng cho A380.
Sau khi hoàn thành, Nhà ga số 3 là tòa nhà lớn nhất thế giới bởi không gian sàn, với hơn 1.713.000 mét vuông không gian, có khả năng xử lý 60 triệu hành khách trong một năm. Một phần lớn nằm dưới khu vực đường lăn và được kết nối trực tiếp với Phòng chờ B: các sảnh khởi hành và đi đến sâu 10 m bên dưới sân đỗ của sân bay. Phòng chờ A được kết nối với nhà ga thông qua APM. Nó đã hoạt động kể từ ngày 14 tháng 10 năm 2008 và bốn giai đoạn xây dựng để tránh sự đình trệ của việc xử lý hành lý và các hệ thống CNTT khác.
Tòa nhà bao gồm một cấu trúc ngầm đa tầng, phòng chờ hạng nhất và hạng thương gia, nhà hàng, 180 quầy check-in và 2.600 chỗ đỗ xe. Nhà ga này cung cấp hơn gấp đôi khu vực bán lẻ trước đó của phòng chờ C, bằng cách thêm khoảng 4.800 mét vuông và 10.700 mét vuông của các cơ sở mua sắm của Phòng chờ B.
Khi đến, nhà ga có 72 quầy và 14 băng chuyền hành lý. Hệ thống xử lý hành lý - hệ thống lớn nhất và cũng là hệ thống sâu nhất trên thế giới - có khả năng xử lý 8.000 hành lý mỗi giờ. Hệ thống bao gồm 21 điểm soi chiếu, 49 băng chuyền nhỏ, 90 km băng chuyền có khả năng xử lý 15.000 mặt hàng mỗi giờ với tốc độ 27 km/h và 4.500 vị trí lưu hành lý đã đăng ký.

#### Phòng chờ A

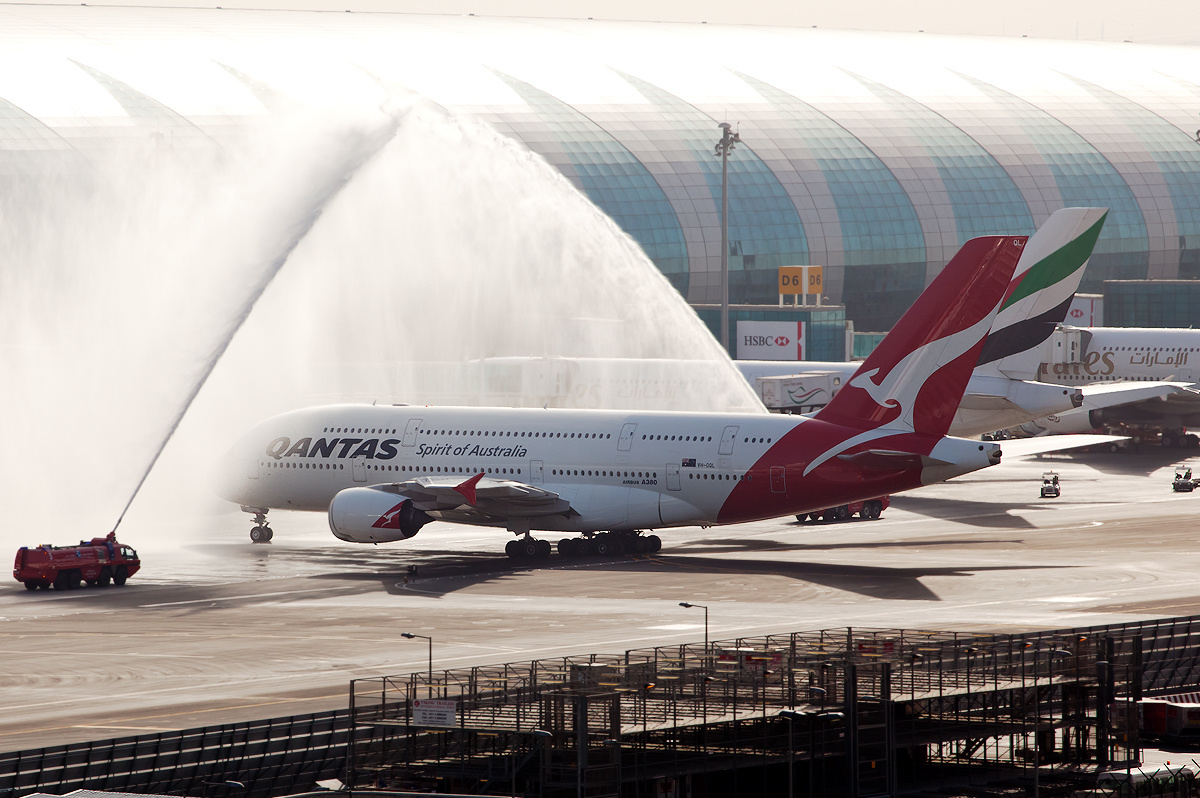
Phun nước chào mừng chuyến bay đầu tiên của Qantas đến bãi đậu máy bay Dubai tại sân đậu A

Phòng chờ là một phần của Nhà ga số 3, khai trương ngày 2 tháng 1 năm 2013, có sức chứa 19 triệu hành khách và được kết nối với hai tầng công cộng lớn của Nhà ga số 3 thông qua thiết bị vận chuyển tự động (APM), đường hầm tiện ích hệ thống để chuyển tiếp. Phòng chờ mở cửa vào ngày 2 tháng 1 năm 2013 và được xây dựng với chi phí 3,3 tỷ USD. Tòa nhà theo hình dạng đặc trưng của Phòng chờ B dài 924 m, rộng 91 m và cao 40 m ở trung tâm và chứa 20 cổng, tất cả đều có khả năng xử lý cho Airbus A380-800. Ngoài ra còn có 6 phòng chờ từ xa cho hành khách khởi hành trên các chuyến bay đỗ tại 13 gian hàng từ xa. Các cổng trong phòng chờ A được dán nhãn từ A1 đến A24.
Phòng chờ bao gồm một khách sạn 4 sao và một khách sạn 5 sao, phòng chờ hạng nhất và hạng thương gia và khu vực miễn thuế. Tổng diện tích xây dựng là 540.000 mét vuông. Phòng chờ cho phép máy bay nhiều tầng và tự hào có phòng chờ hạng thương gia hạng nhất và lớn nhất trên thế giới. Mỗi phòng khách đều có tầng dành riêng cho khách sử dụng máy bay trực tiếp từ các sảnh khách. Tổng số không gian bán lẻ tại phòng chờ là 11.000 mét vuông và cũng có tổng cộng 14 quán cà phê và nhà hàng.
Tổng diện tích bán lẻ trong phòng chờ là khoảng 11.000 mét vuông.

##### Phòng chờ B

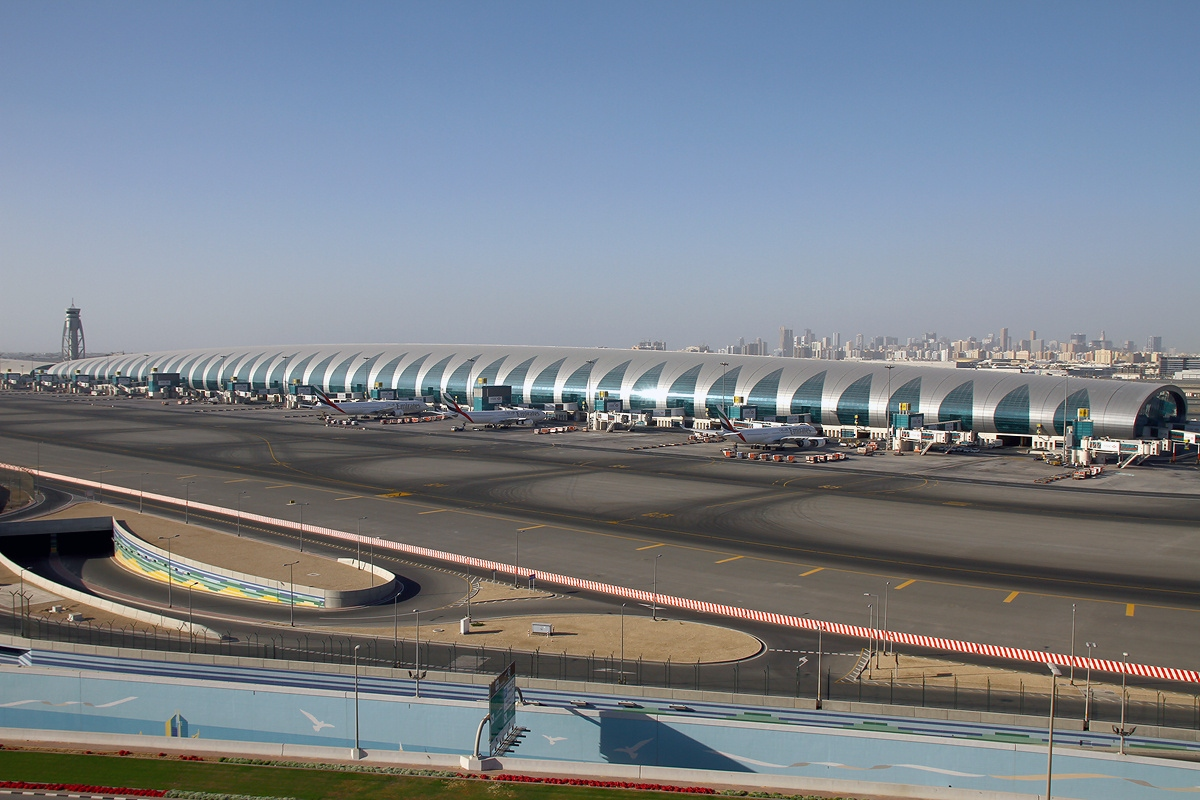
Ngoại thất của Phòng chờ và sân đậu B

Phòng chờ B được kết nối trực tiếp với Nhà ga số 3 và chỉ dành riêng cho Emirates. Tổng diện tích xây dựng của phòng chờ là 675.000 mét vuông. Phòng chờ dài 945 m, rộng 90,8 m (ở giữa) và cao 49,5 m. Nhà ga có 10 tầng (4 tầng hầm, 1 tầng trệt và 5 tầng trên). Tòa nhà hiện bao gồm một cấu trúc đa cấp cho các chuyến khởi hành và khách đến và bao gồm 32 cửa, được dán nhãn từ B1 – B32. Phòng chờ có 26 cổng và 5 sảnh chờ lên máy bay cho 14 gian hàng từ xa chỉ dành cho máy bay Airbus A340 và Boeing 777. Đối với hành khách quá cảnh, phòng chờ có 3 khu vực chuyển tiếp và 62 bàn chuyển tiếp.
Phòng chờ cũng bao gồm các phòng chờ hạng nhất và hạng thương gia của Emirates, và sảnh khách Marhaba. Sảnh hạng nhất có sức chứa 1.800 hành khách và tổng diện tích 12.600 mét vuông. Phòng hạng thương gia có sức chứa 3.000 hành khách và tổng diện tích 13.500 mét vuông. Sảnh khách Marhaba, sảnh khách nhỏ nhất tại phòng chờ có sức chứa 300 hành khách cùng một lúc.
Tổng diện tích bán lẻ tại phòng chờ là 120.000 mét vuông, trong đó bao gồm 18 nhà hàng trong khu ẩm thực. Ngoài ra còn có ba khách sạn trong phòng chờ; một khách sạn 5 sao và một khách sạn 4 sao.
Có kết nối trực tiếp đến Nhà ga Sheikh Rashid (Phòng chờ C) nằm ở tháp điều khiển thông qua lối đi dành cho hành khách. Ngoài ra còn có một khách sạn 300 phòng và câu lạc bộ sức khỏe bao gồm cả phòng năm và bốn sao. Phòng chờ B bao gồm năm máy tập aerobic. Emirates Airline tiếp tục duy trì sự hiện diện tại Phòng chờ C, điều hành 12 cổng tại phòng chờ cũng như các phòng chờ hạng nhất và hạng thương gia của Emirates.

#### Phòng chờ C
Phòng chờ C là một phần của Nhà ga số 3, được khai trương vào năm 2000 và từng là phòng chờ lớn nhất tại Sân bay Quốc tế Dubai trước khi Phòng chờ B tại Nhà ga số 3 mở cửa. Nó có 50 cửa. Các cổng được dán nhãn từ C1 đến C50.
Phòng chờ bao gồm hơn 17 quán cà phê và nhà hàng ăn uống với khu ẩm thực nằm ở tầng khởi hành. Cũng nằm trong phòng chờ là một khách sạn 5 sao và một khu mua sắm miễn thuế 5.400 mét vuông. Các tiện nghi khác bao gồm phòng cầu nguyện và trung tâm y tế. Phòng chờ C trở thành một phần của Nhà ga số 3 vào năm 2016 sau khi phòng chờ D mở cửa.

#### Gian Al Majalis VIP và Nhà ga Dubai Executive Flight

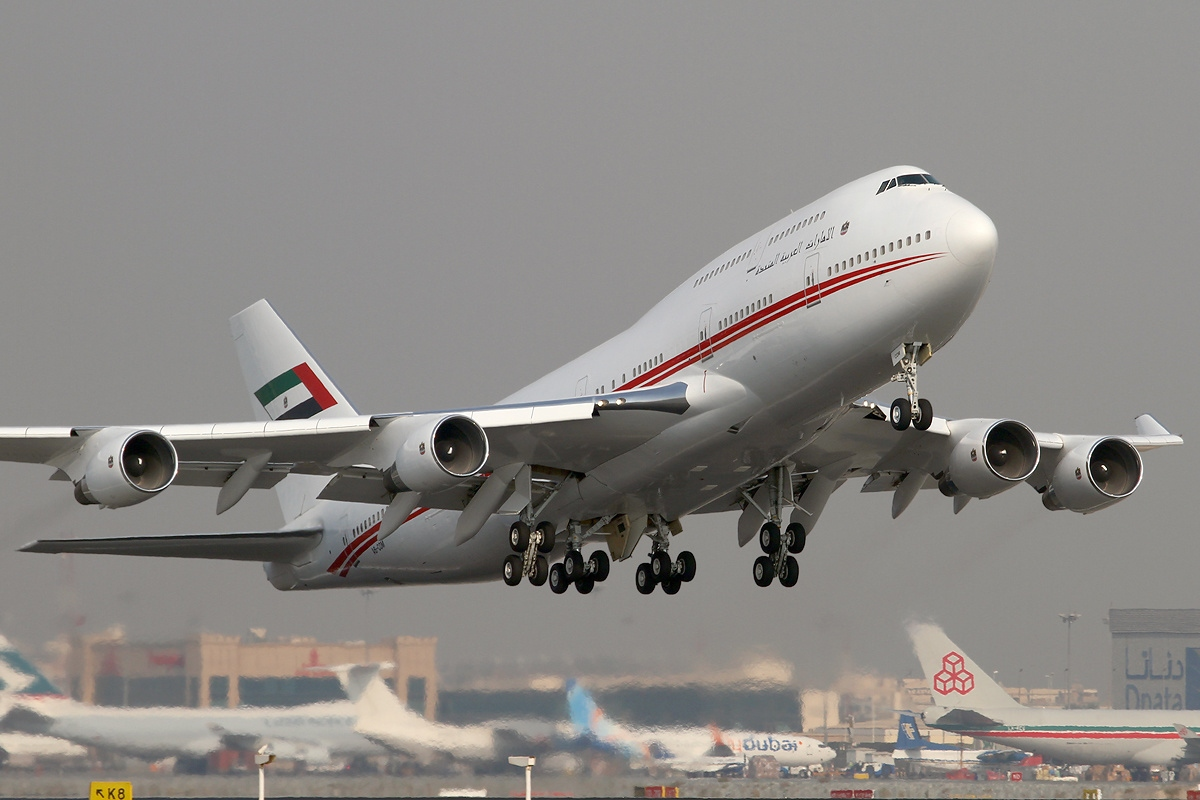
Dubai Royal Air Wing là hãng hàng không chính hoạt động tại Gian VIP

Gian AL Majalis VIP, được xây dựng riêng cho Dubai Royal Air Wing và được khai trương vào ngày 1 tháng 7 năm 2008. Toàn bộ cơ sở là một nhà ga rộng 3.400 mét vuông, bao gồm Royal Majlis và tập hợp ăng-ten trên quỹ đạo. Nó cũng bao gồm tám nhà chứa máy bay với tổng diện tích xây dựng 69.598 mét vuông và bảo trì cho các máy bay Boeing 747 và Airbus A380 và một cửa ngõ 1.200 mét vuông cho dịch vụ VIP. Trong năm 2010 có 47.213 khách hàng và trong năm 2009, có tổng cộng 43.968 khách hàng.
Dịch vụ bay điều hành (EFS) phục vụ cho những hành khách hạng sang hoặc tầm quan trọng đặc biệt đi qua các sân bay quốc tế Dubai. Đây là nhà ga hàng không kinh doanh chuyên dụng lớn nhất thuộc loại này ở Trung Đông. Nó nằm ở Khu Tự do Sân bay Dubai gần Nhà ga quốc tế Dubai số 2. Nó chỉ phục vụ cho các chuyến bay riêng dành riêng cho nhà ga. Các hãng hàng không hoạt động từ nhà ga dự kiến sẽ duy trì một phòng chờ. Trong năm 2010, EFS đã xử lý 7.888 máy bay và 25.187 hành khách.
Trung tâm này nằm gần Nhà ga số 2, và bao gồm một tòa nhà chính hai tầng rộng 5,500 mét vuông, một nhà chứa máy bay rộng 3.700 mét vuông, một khu dốc nghiêng 3.700 mét vuông cho bãi đỗ máy bay và một bãi đỗ xe VIP đặc biệt dành cho bãi đậu xe dài hạn. Trung tâm cũng có các khu vực nhập cảnh và hải quan riêng, cửa hàng miễn thuế, trung tâm hội nghị và kinh doanh đầy đủ tiện nghi, tám phòng chờ riêng sang trọng và dịch vụ xe limousine giữa máy bay và nhà ga. có thể chứa tối đa 22 máy bay riêng cỡ nhỏ, từ 8 đến 12 máy bay cỡ vừa hoặc bốn máy bay cỡ lớn như Boeing Business Jet (BBJ), Boeing 727 hoặc Airbus A319. Cơ sở này làm cho EFC trở thành nhà ga hàng không kinh doanh chuyên dụng lớn nhất ở Trung Đông.

#### Nhà ga Hàng hóa Mega

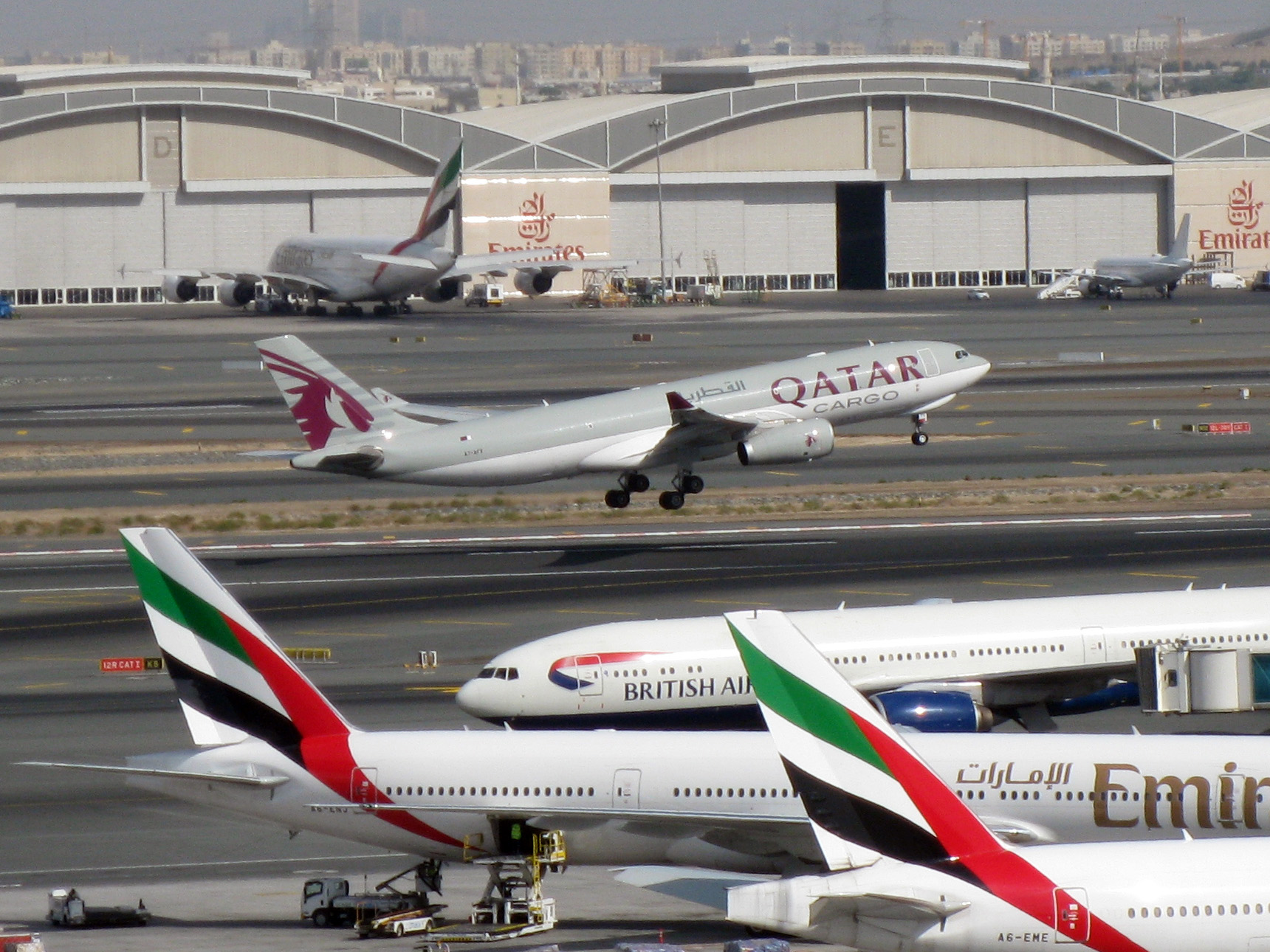
Bãi hàng Qatar Airways Airbus A330-200F cất cánh từ DXB, với một chiếc Boeing 777-200 của British Airways, Emirates Boeing 777-300ER và Emirates Boeing 777-200LR ở phía trước

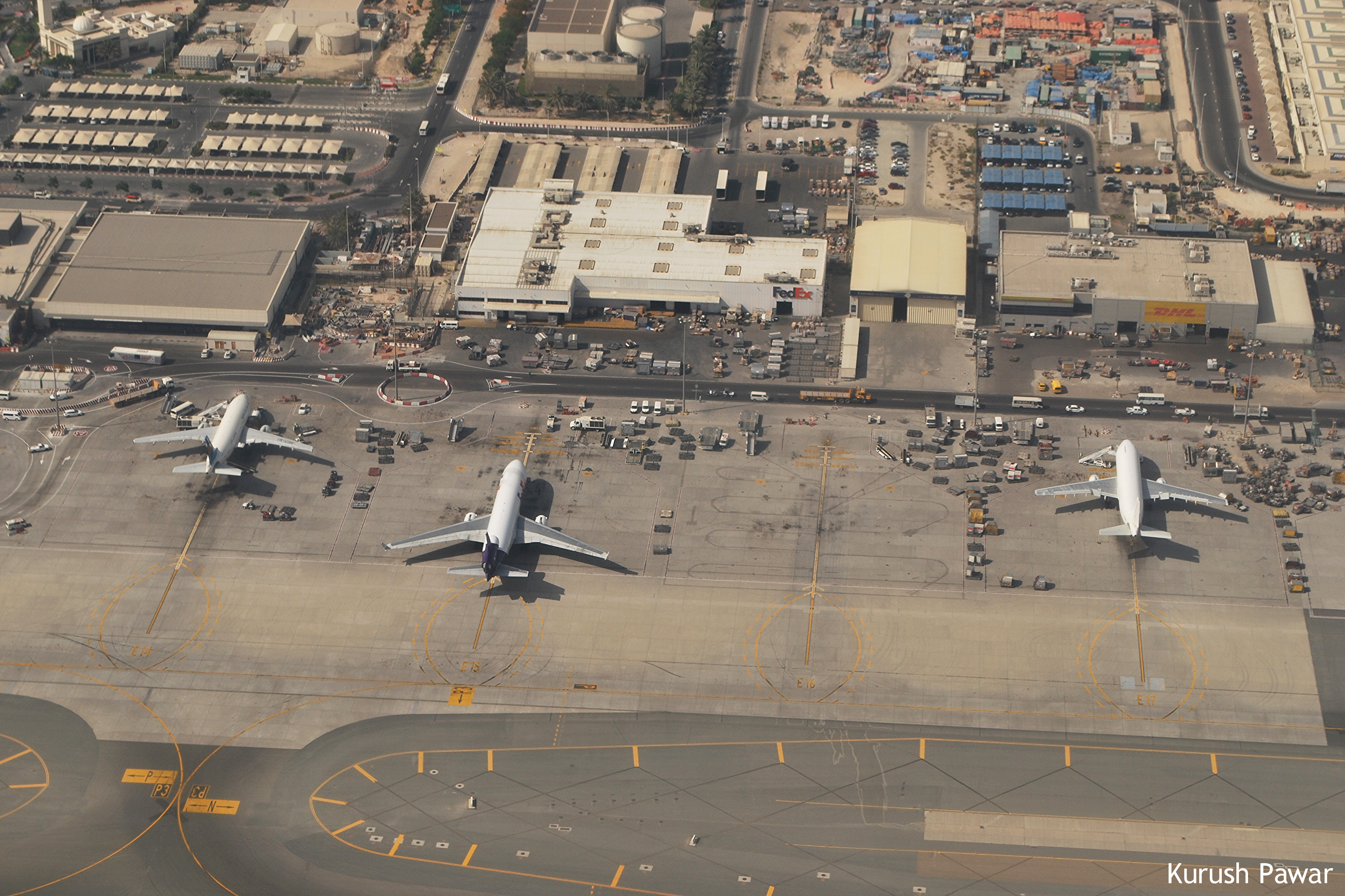
Máy bay đậu ở Nhà ga Hàng hóa

Làng chở hàng tại Sân bay quốc tế Dubai là một trong những trung tâm hàng hóa lớn nhất trên thế giới với hầu hết hàng hóa cho châu Á và châu Phi đi qua cơ sở này. Dự báo trong năm 2004 cho tăng trưởng hàng hóa dự đoán rằng các cơ sở xử lý hàng hóa bổ sung chính là cần thiết để đáp ứng nhu cầu. Các kế hoạch đã được đưa ra để xây dựng giai đoạn đầu tiên của nhà ga hàng hóa lớn, đến năm 2018 sẽ có khả năng xử lý ba triệu tấn hàng hóa. Giai đoạn 1 của nhà ga lớn được hoàn thành vào năm 2004 và giai đoạn mở rộng tiếp theo dự kiến hoàn thành vào cuối năm 2007. Hiện tại sân bay có sức chứa 2,5 triệu tấn và sẽ được mở rộng để xử lý 3 triệu.

#### Trung tâm hoa
Sân bay Dubai đã xây dựng một trung tâm hoa để xử lý việc nhập khẩu và xuất khẩu hoa, vì Dubai là trung tâm chính để nhập khẩu và xuất khẩu hoa và sân bay yêu cầu một cơ sở chuyên môn vì những sản phẩm này cần điều kiện đặc biệt. Giai đoạn đầu tiên của trung tâm hoa được hoàn thành vào năm 2004 với chi phí 50 triệu đô la.
Trung tâm hoa chưa được hoàn thành và khi nào xây dựng xong sẽ tiếp tục trong hai giai đoạn khác. Trung tâm sẽ cung cấp mức độ tự động hóa cao trong giai đoạn từ năm đến bảy năm để chế biến các sản phẩm hoa. Nó sẽ bắt đầu với một hệ thống bán tự động với phân loại thủ công trước khi cuối cùng trở nên hoàn toàn tự động.
Trung tâm khi hoàn thành và hoạt động sẽ có diện tích sàn khoảng 100.000 mét vuông bao gồm các phòng xuất khẩu và văn phòng khác nhau. Công suất xử lý của trung tâm dự kiến đạt hơn 300.000 tấn sản lượng thông qua mỗi năm. Toàn bộ cơ sở (ngoại trừ các văn phòng) sẽ được duy trì ở nhiệt độ môi trường từ 2 đến 4 °C (36 đến 39 °F).

### Đường băng

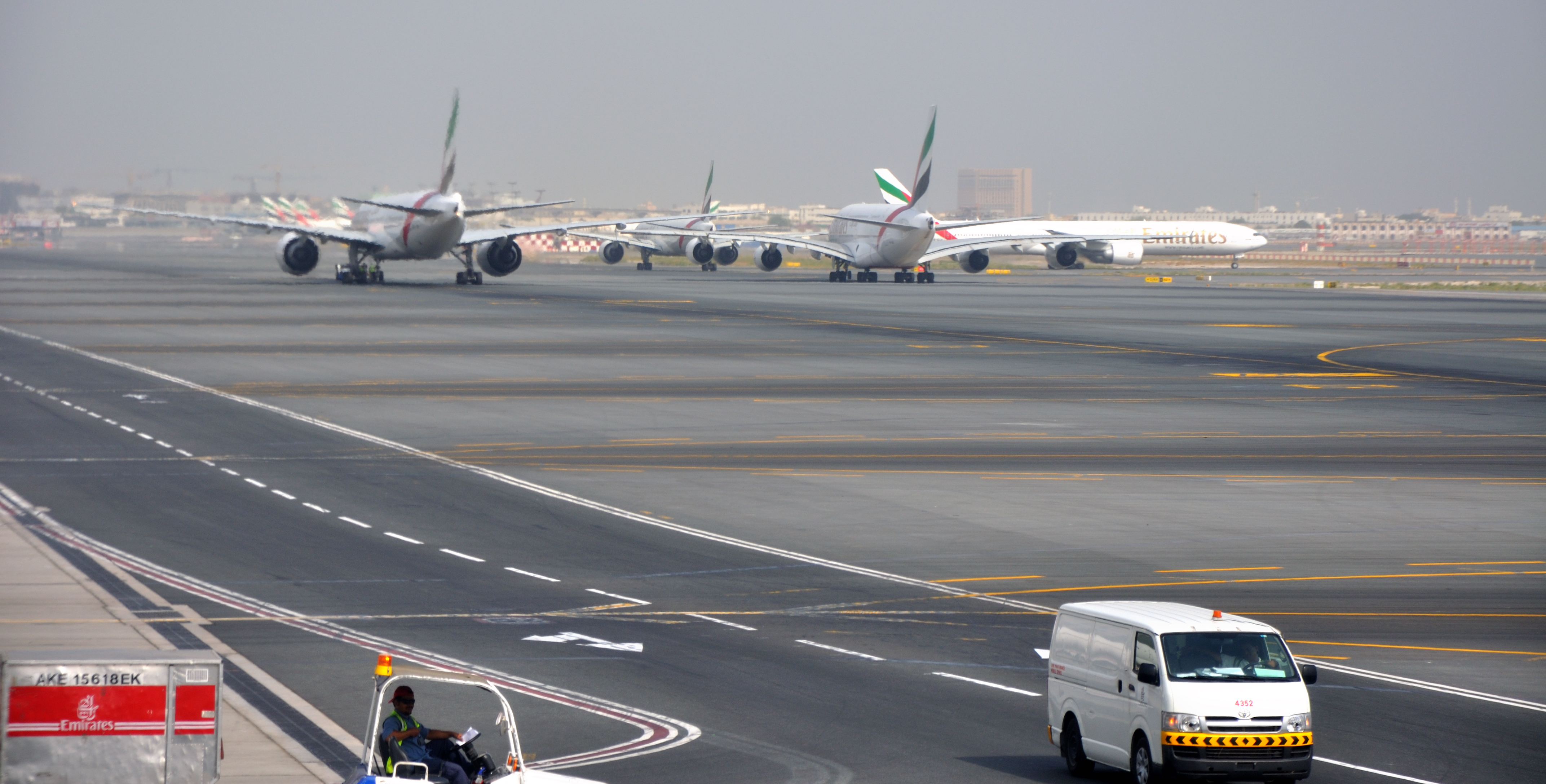
Máy bay chở khách hạ cánh xuống đường băng 12L/30R

Sân bay Dubai có hai đường băng song song khoảng cách gần nhau, 12R/30L là 4.450 m x 60 m, 12L/30R là 4.000 m × 60 m. Khoảng cách giữa hai đường băng là 385 m. Đường băng được trang bị bốn bộ ILS để hướng dẫn máy bay hạ cánh an toàn trong điều kiện thời tiết rất kém. Các đường băng được mở rộng để chứa Airbus A380 đi vào hoạt động năm 2007. Trong năm 2009, nó đã được thông báo rằng sân bay đã lắp đặt hệ thống hạ cánh loại III, cho phép máy bay hạ cánh trong điều kiện có tầm nhìn cực thấp, chẳng hạn như sương mù. Hệ thống này sẽ là hệ thống đầu tiên tại Các Tiểu vương quốc Ả Rập thống nhất.
Trong năm 2013, Dubai đã thông báo chương trình nâng cấp đường băng trong 80 ngày bắt đầu từ ngày 1 tháng 5 năm 2014 và hoàn thành vào ngày 21 tháng 7 năm 2014. Đường băng phía bắc đã được tái tạo lại trong khi nâng cấp chiếu sáng và đường lăn bổ sung được xây dựng trên đường băng phía nam để giúp tăng khả năng của nó. Đường băng phía nam đã đóng cửa từ ngày 1 tháng 5 đến ngày 31 tháng 5 năm 2014, trong khi đường băng phía bắc đóng cửa từ ngày 31 tháng 5 đến ngày 20 tháng 7 năm 2014. Do tình trạng tắc nghẽn trên một đường băng, tất cả các chuyến bay chở hàng, điều lệ và hàng không chung được chuyển hướng đến Sân bay quốc tế Al Maktoum. Các chuyến bay tại DXB đã giảm 26% và 14 hãng hàng không chuyển đến Sân bay quốc tế Al Maktoum trong khi các công trình đường băng đang được thực hiện. Emirates đã cắt giảm 5.000 chuyến bay và nối đất trên 20 chiếc trong thời gian này.
Các sân bay Dubai có kế hoạch đóng cửa đường băng phía nam (12R/30L) để tái tạo bề mặt hoàn chỉnh và thay thế hệ thống chiếu sáng sân bay và cơ sở hạ tầng hỗ trợ. Việc này sẽ được thực hiện trong khoảng thời gian 45 ngày từ ngày 16 tháng 4 năm 2019 đến ngày 30 tháng 5 năm 2019. Nâng cấp này sẽ nâng cao mức độ an toàn, dịch vụ và năng lực tại DXB. Các hãng hàng không sẽ được yêu cầu giảm hoạt động bay tại DXB do các hoạt động tăng cao ở đường băng đơn.

### Chứa Airbus A380
Với Emirates là một trong những bạn hàng chính của Airbus A380 và cũng là khách hàng lớn nhất, Sân bay Dubai cần mở rộng các cơ sở hiện có để đáp ứng các máy bay rất lớn. Cục Hàng không dân dụng đã chi 120 triệu đô la để nâng cấp cả nhà ga và cơ sở hạ tầng sân bay, bao gồm cả các cửa khẩu mở rộng, trụ cầu mới, mở rộng đường băng, đường băng mới và băng chuyền hành lý mở rộng từ 70 đến 90 m. Sân bay Dubai cũng đầu tư 3,5 tỷ đô la vào một phòng chờ mới A, dành riêng cho việc xử lý Emirates A380. Với những thay đổi được thực hiện, sân bay không mong đợi bắt và dỡ hành khách và hành lý từ A380 để mất nhiều thời gian hơn so với Boeing 747-400, mang ít hành khách hơn. Vào ngày 16 tháng 7 năm 2008, Sân bay Dubai đã công bố đầu tiên của hai cổng được xây dựng đặc biệt có khả năng xử lý máy bay. Chi phí là 10 triệu USD, các cổng sẽ cho phép hành khách lên cabin trên của chiếc máy bay 555 chỗ ngồi mới trực tiếp từ các phòng đợi. Ngoài hai cổng tại Nhà ga số 1, năm cửa có khả năng xử lý cho A380 được mở tại phòng chờ B vào ngày 14 tháng 10 năm 2008. Phòng chờ A mở cửa vào ngày 2 tháng 1 năm 2013.

## Tranh cãi lao động
Hầu hết các nhân viên làm việc tại các công trường xây dựng trên toàn quốc là những công nhân nước ngoài ngắn hạn từ các nước láng giềng nghèo hơn, Ấn Độ và Đông Nam Á. Điều này là do nhiều người dân địa phương thích làm việc trong các công ty chính phủ, thay vì các công ty tư nhân. Công nhân xây dựng một nhà ga mới tại Sân bay Quốc tế Dubai đã có một đình công vào tháng 3 năm 2006. Một cuộc đình công khác diễn ra vào tháng 10/2007. Bốn ngàn lao động đã bị bắt. Hầu hết trong số họ đã được thả một vài ngày sau đó và những người không phải là địa phương sau đó bị trục xuất khỏi Dubai.

## Các số liệu thống kê
Sân bay quốc tế Dubai đã trải qua một thời kỳ tăng trưởng khách, hàng hoá nhanh chóng trong thập kỷ qua. Từ 1997 đến 2006, số lượng khách tăng đã đạt 316%. Lưu trữ ngày 12 tháng 7 năm 2009 tại Wayback Machine
| Năm  | Lượt hành khách | % tăng trưởng | Hàng hóa (tấn) | Số chuyến bay      |
| ---- | --------------- | ------------- | -------------- | ------------------ |
| 1997 | 9.108.766       | 13,7%         | 414.468        | 112.816            |
| 1998 | 9.732.202       | 6,8%          | 431.777        | 123.352            |
| 1999 | 10.754.824      | 10,5%         | 474.779        | 132.708            |
| 2000 | 12.320.660      | 14,6%         | 562.591        | 141.281            |
| 2001 | 13.508.073      | 9,6%          | 610.867        | 134.165            |
| 2002 | 15.973.391      | 18,3%         | 764.193        | 148.334            |
| 2003 | 18.062.344      | 13,1%         | 928.758        | 168.511            |
| 2004 | 21.711.883      | 13,7%         | 1.111.647      | 195.820            |
| 2005 | 24.782.288      | 14,1%         | 1.333.014      | 217.165            |
| 2006 | 28.788.726      | 16,2%         | 1.410.963      | 237.258            |
| 2007 | 34.340.000      | 19,3%         | 1.668.505      | 260.530            |
| 2008 | 37.441.440      | 9,0%          | 1.824.991      | Không có thông tin |
| 2009 | 40.900.129      | 9,2%          | 1.932.486      | Không có thông tin |
| 2010 | 47.180.628      | 15,3%         | 2.270.498      | Không có thông tin |
| 2011 | 50.977.960      | 8%            | 2.194.264      | 326.317            |
| 2012 | 57.684.550      | 13,2%         | 2.279.624      | 344.245            |
| 2013 | 66.431.533      | 15,2%         | 2.435.567      | 369.953            |
| 2014 | 70.475.636      | 6,1%          | 2.367.574      | 357.339            |
| 2015 | 78.014.838      | 10,7%         | 2.506.092      | 403.517            |

## Các hãng hàng không và điểm đến

### Hành khách
| Hãng hàng không                 | Các điểm đến |
| ------------------------------- | --- |
| Aeroflot                        | Moscow-Sheremetyevo |
| African Express Airways         | Berbera, Hargeisa, Mogadishu, Nairobi-Jomo Kenyatta, Wajir |
| Air Algérie                     | Algiers |
| Air Astana                      | Almaty, Kazakhstan |
| airBaltic                       | Theo mùa:Riga (1/9/2021) |
| Airblue                         | Islamabad, Lahore, Peshawar, Multan |
| Air Canada                      | Toronto-Pearson |
| Air China                       | Bắc Kinh, Trùng Khánh |
| Air France                      | Paris |
| Air India                       | Bangalore, Chennai, Delhi, Goa, Hyderabad, Kochi, Kozhikode, Mumbai, Visakhapatnam |
| Air India Express               | Amritsar, Delhi, Jaipur, Kochi, Kozhikode, Lucknow, Mangalore, Mumbai, Pune, Thiruvananthapuram, Tiruchirappalli |
| Air Moldova                     | Chișinău |
| Ariana Afghan Airlines          | Kabul, Kandahar |
| Azerbaijan Airlines             | Baku |
| Badr Airlines                   | Khartoum |
| Biman Bangladesh Airlines       | Chittagong, Dhaka |
| British Airways                 | London-Heathrow |
| Cathay Pacific                  | Hong Kong |
| Cebu Pacific                    | Manila |
| China Eastern Airlines          | Côn Minh, Thanh Đảo, Phố Đông-Thượng Hải, Tây An |
| China Southern Airlines         | Quảng Châu, Lan Châu, Thâm Quyến, Ürümqi, Vũ Hán |
| Daallo Airlines                 | Hargeisa, Mogadishu |
| EgyptAir                        | Cairo |
| El Al                           | Tel Aviv |
| Emirates                        | Abidjan, Abuja, Accra, Addis Ababa, Adelaide, Ahmedabad, Algiers, Amman-Queen Alia, Amsterdam, Athens, Auckland, Baghdad, Bahrain, Bangalore, Bangkok-Suvarnabhumi, Barcelona, Basrah, Bắc Kinh, Beirut, Birmingham, Bologna, Boston, Brisbane, Brussels, Budapest, Buenos Aires-Ezeiza, Cairo, Cape Town, Casablanca, Cebu, Chennai, Chicago-O'Hare, Christchurch, Clark, Colombo, Conakry, Copenhagen, Dakar-Diass, Dallas/Fort Worth, Dammam, Dar es Salaam, Delhi, Denpasar, Dhaka, Dublin, Durban, Düsseldorf, Edinburgh (bắt đầu 1 tháng 10 năm 2018), Entebbe, Fort Lauderdale, Frankfurt, Geneva, Glasgow, Quảng Châu, Hamburg, Hà Nội, Harare, Thành phố Hồ Chí Minh, Hong Kong, Houston-George Bush, Hyderabad, Islamabad, Istanbul-Atatürk, Istanbul-Sabiha Gökçen, Jakarta-Soekarno-Hatta, Jeddah, Johannesburg-O. R. Tambo, Kabul, Karachi, Khartoum, Kochi, Kozhikode, Kolkata, Kuala Lumpur, Kuwait, Lagos, Lahore, Larnaca, Lisbon, London-Gatwick, London-Heathrow, London-Stansted, Los Angeles, Luanda, Lusaka, Lyon, Madrid, Mahé, Malé, Malta, Manchester, Manila, Mashhad, Mauritius, Medina, Melbourne, Milan-Malpensa, Moscow-Domodedovo, Multan, Mumbai, Munich, Muscat, Nairobi-Jomo Kenyatta, New York-JFK, Newark, Newcastle upon Tyne, Nice, Orlando, Osaka-Kansai, Oslo-Gardermoen, Paris, Perth, Peshawar, Phuket, Phnom Penh, Praha, Rio de Janeiro-Galeão, Riyadh, Rome-Fiumicino, Saint Petersburg, San Francisco, São Paulo–Guarulhos, Santiago de Chile, Seattle–Tacoma, Seou-Incheon, Thượng Hải-Phố Đông, Sialkot, Singapore, Stockholm-Arlanda, Sydney, Đài Loan-Đào Viên, Tehran-Imam Khomeini, Thiruvananthapuram, Tokyo-Haneda, Tokyo-Narita, Toronto-Pearson, Tunis, Venice, Viên, Warsaw-Chopin, Washington-Dulles, Yangon, Ngân Xuyên, Trịnh Châu, Zagreb, Zürich |
| Enter Air                       | Theo mùa: Katowice, Warsaw-Chopin |
| Eritrean Airlines               | Asmara |
| Ethiopian Airlines              | Addis Ababa |
| Euro-Asia Air                   | Atyrau |
| Finnair                         | Theo mùa: Helsinki |
| flydubai                        | Abha, Addis Ababa, Ahmedabad, Ahvaz, Alexandria-Borg el Arab, Almaty, Amman-Queen Alia, Aqaba, Ashgabat, Asmara, Astana, Baghdad, Bahrain, Baku, Basrah, Beirut, Belgrade, Bishkek, Bratislava, Bucharest, Catania, Chennai, Colombo, Dammam, Dar es Salaam, Delhi, Djibouti, Dushanbe, Entebbe, Erbil, Faisalabad, Qassim (Gassim), Ha'il, Hargeisa, Helsinki (bắt đầu 11 tháng 10 năm 2018), Hyderabad, Isfahan, Istanbul–Sabiha Gökçen, Jizan, Jeddah, Juba, Kabul, Karachi, Kathmandu, Kazan, Khartoum, Kiev–Zhulyany, Kilimanjaro, Kinshasa, Kochi, Kraków, Krasnodar, Kuwait, Lar, Lucknow, Makhachkala, Mashhad, Medina, Mineralnye Vody, Moscow-Sheremetyevo, Moscow–Vnukovo, Multan, Mumbai, Muscat, Najaf, Odessa, Port Sudan, Praha, Quetta, Riyadh, Rostov trên sông Đông–Platov, Sakakah, Salalah, Samara, Sarajevo, Shiraz, Sialkot, Skopje, Sofia, Sulaimaniyah, Sylhet (chấm dứt 7 tháng 9 năm 2018), Tabuk, Ta'if, Tbilisi, Thiruvananthapuram, Thessaloniki, Ufa, Voronezh, Yekaterinburg, Yerevan, Zanzibar Theo mùa: Batumi, Dubrovnik, Kutaisi, Qabala, Tivat, Zagreb (trở lại 2 tháng 12 năm 2018) |
| Flynas                          | Dammam, Jeddah, Medina, Riyadh |
| Gryphon Airlines                | Balad, Kandahar, Kuwait, Ras al Khaimah |
| Gulf Air                        | Bahrain |
| IndiGo Airlines                 | Bangalore, Chandigarh, Chennai, Delhi, Hyderabad, Kochi, Kozhikode, Mumbai, Thiruvananthapuram |
| Iran Air                        | Bandar Abbas, Isfahan, Shiraz, Tehran-Imam Khomeini |
| Iraqi Airways                   | Baghdad, Basrah, Erbil, Najaf |
| Jazeera Airways                 | Kuwait |
| Jet Airways                     | Delhi, Kochi, Mangalore, Mumbai |
| Jordan Aviation                 | Amman–Queen Alia, Aqaba |
| Jubba Airways                   | Bosaso, Hargeisa, Mogadishu |
| Kam Air                         | Kabul |
| Karun Airlines                  | Ahvaz |
| Kenya Airways                   | Nairobi–Jomo Kenyatta |
| Kish Air                        | Bandar Abbas, Kish Island, Shiraz |
| KLM                             | Amsterdam |
| Korean Air                      | Seoul-Incheon |
| Kuwait Airways                  | Kuwait |
| Lufthansa                       | Frankfurt |
| Mahan Air                       | Mashhad, Shiraz, Tehran–Imam Khomeini |
| Middle East Airlines            | Beirut |
| Nepal Airlines                  | Kathmandu |
| Norwegian Air Shuttle           | Theo mùa: Copenhagen, Helsinki, Stockholm Arlanda |
| Oman Air                        | Muscat, Salalah |
| Pakistan International Airlines | Dera Ghazi Khan, Islamabad, Karachi, Lahore, Peshawar, Quetta |
| Pegasus Airlines                | Istanbul–Sabiha Gökçen |
| Philippine Airlines             | Manila |
| Primera Air                     | Gothenburg, Malmö |
| Qeshm Airlines                  | Đảo Qeshm, Tehran-Imam Khomeini |
| Rossiya (hãng hàng không)       | Điều lệ theo mùa: Moscow-Vnukovo, Yekaterinburg |
| Royal Brunei Airlines           | Bandar Seri Begawan, London-Heathrow (kết thúc 26 tháng 10 năm 2018) |
| Royal Jordanian                 | Amman-Queen Alia |
| RwandAir                        | Kigali, Mombasa |
| S7 Airlines                     | Novosibirsk |
| SalamAir                        | Muscat |
| Saudia                          | Dammam, Qassim (hay Gassim), Jeddah, Medina, Riyadh |
| Shaheen Air International       | Karachi, Lahore, Peshawar, Multan |
| Sichuan Airlines                | Song Lưu, Ngân Xuyên |
| Singapore Airlines              | Singapore |
| Smart Wings                     | Ostrava, Praha |
| Somon Air                       | Dushanbe |
| SpiceJet                        | Ahmedabad, Amritsar, Delhi, Jaipur, Kochi, Kozhikode, Madurai, Mangalore, Mumbai, Pune |
| SriLankan Airlines              | Colombo |
| Swiss International Air Lines   | Muscat, Zürich |
| Syrian Arab Airlines            | Damascus |
| Toumaï Air Tchad                | N'Djamena |
| Thai Airways                    | Bangkok-Suvarnabhumi |
| Transavia.com                   | Seasonal: Amsterdam |
| Turkish Airlines                | Istanbul-Atatürk, Istanbul-Sabiha Gökçen |
| Turkmenistan Airlines           | Ashgabat |
| Ukraine International Airlines  | Kiev-Boryspil |
| Ural Airlines                   | Chelyabinsk, Krasnodar, Yekaterinburg Theo mùa: Moscow–Domodedovo, Samara |
| Uzbekistan Airways              | Tashkent |
| Virgin Atlantic                 | London-Heathrow (kết thúc 31 tháng 3 năm 2019) |
| Yamal Airlines                  | Theo mùa: Tyumen |

Ghi chú
- ^1  Chuyến bay của Biman Bangladesh Airlines từ Dubai đến Dhaka dừng tại Sylhet. Tuy nhiên, chuyến bay từ Dhaka đến Dubai là không ngừng.

### Hàng hóa
See also Sân bay quốc tế Al Maktoum
| Hãng hàng không                 | Các điểm đến |
| ------------------------------- | --- |
| ASL Airlines Belgium            | Delhi, Liège |
| Cargolux                        | Hồng Kông, Komatsu, Luxembourg |
| Coyne Airways                   | Baghdad, Balad, Djibouti, Erbil, Kabul, Kandahar, Sana'a                                                                               |
| Emirates SkyCargo               | Adelaide, Leipzig/Halle |
| Etihad Cargo                    | Abu Dhabi |
| Ethiopian Airlines              | Addis Ababa |
| FedEx Express                   | Athens, Bangalore, Song Lưu, Delhi, Goa, Hồng Kông, Milan-Malpensa, Mumbai, Paris–Charles de Gaulle                                    |
| FitsAir                         | Abu Dhabi, Baghdad, Balad, Colombo, Erbil, Herat, Jalalabad, Kabul, Kandahar, Lashkar Gah, Sharana, Sulaymaniyah, Tarin Kowt, Thumrait |
| Iran Air Cargo                  | Tehran–Imam Khomeini |
| Polar Air Cargo                 | Seoul–Incheon |
| Royal Airlines                  | Karachi |
| Royal Jordanian Cargo           | Amman–Queen Alia |
| SAS Cargo Group                 | Gothenburg Landvetter |
| Shaheen Air International Cargo | Karachi |
| Silk Way Airlines               | Baku |
| Star Air Aviation               | Karachi |
| TCS Couriers                    | Lahore, Karachi, Islamabad |
| UPS Airlines                    | Bangkok–Suvarnabhumi, Clark, Cologne/Bonn, Quảng Châu, Hồng Kông, Louisville, Mumbai, Singapore, Sydney                                |

## Dịch vụ

### Dịch vụ hàng không

#### Xử lý mặt đất

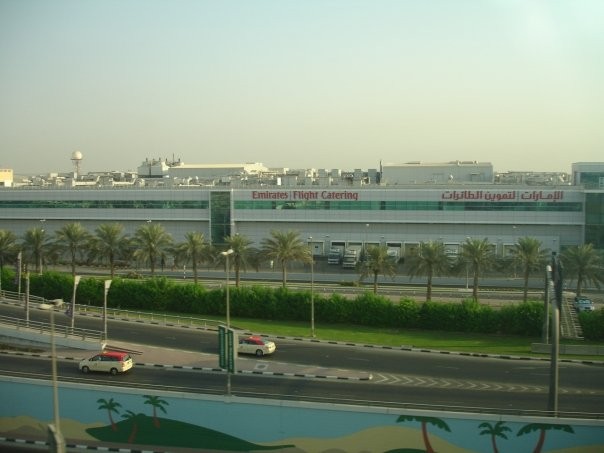
Trung tâm Dịch vụ ăn uống của Emirates được mở rộng vào năm 2007, có khả năng sản xuất 115.000 bữa ăn mỗi ngày

Dịch vụ xử lý mặt đất tại Sân bay Quốc tế Dubai đã được cung cấp bởi Dịch vụ Xử lý Mặt đất của Dnata. Emirates Airlines được quản lý bởi bộ phận dịch vụ sân bay mạnh mẽ hơn 2000.
Các dịch vụ bao gồm vận chuyển hàng hóa và dịch vụ hỗ trợ kỹ thuật cho các hãng hàng không tại Sân bay Dubai.

#### Bảo dưỡng máy bay

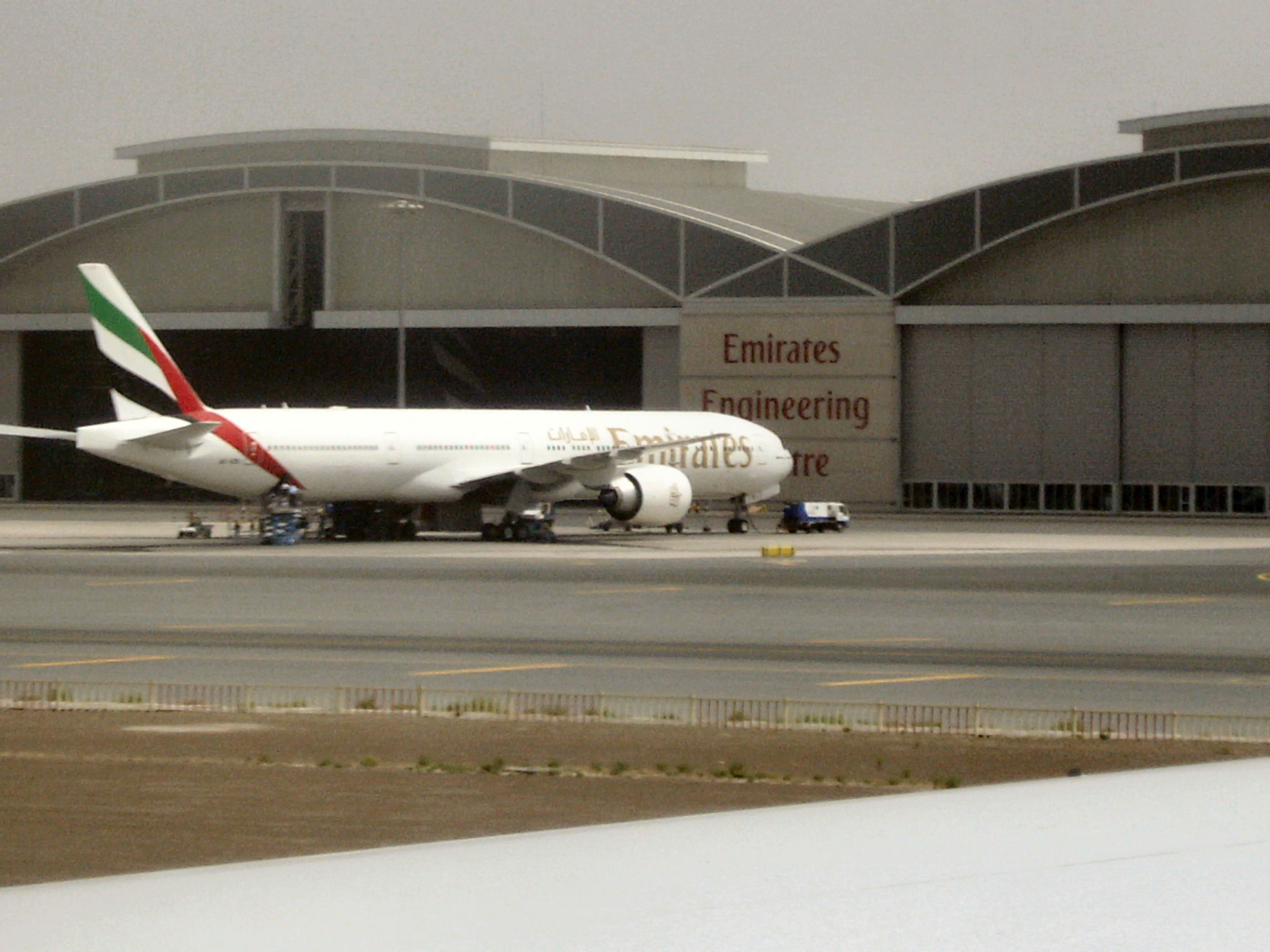
Nhà chứa máy bay Emirates

Khu bảo dưỡng Emirates, có trụ sở tại Dubai, vận hành bảo dưỡng máy bay và các cơ sở kỹ thuật kiểm tra động cơ tại sân bay. Khu bảo dưỡng Emirates hiện cung cấp đầy đủ cho phi đội Emirates Airline và tất cả các hoạt động quốc tế khác tại sân bay.
Các cơ sở hiện tại bao gồm:
- Bảy máy bay cho khả năng xử lý A380 (hiện là nhà chứa máy bay lớn nhất thế giới)[144]
- Sơn máy bay
- Nhà máy lắp ráp máy bay
- Bảo dưỡng máy bay
- Cơ sở bảo trì dây chuyền kỹ thuật
- Thử nghiệm động cơ
- Cửa hàng phụ tùng máy bay

### Dịch vụ hành khách
Sân bay này có diện tích bán lẻ hơn 26.000 mét vuông giữa ba nhà ga chính và bao gồm nhiều cửa hàng mua sắm và ăn uống. Khu vực mua sắm miễn thuế Dubai ở Nhà ga số 2 có diện tích 1.400 mét vuông cho chuyến đi và 50 mét vuông cho chuyến đến. Tiện ích rộng 3.437 mét vuông bao gồm một sảnh lớn.
Công việc nâng cấp mở rộng trên các khu vực bán lẻ hiện có từ năm 2004 tại các nhà ga 1 và 2 đã giúp tăng doanh thu. Công ty miễn thuế Dubai công bố doanh thu hàng năm là 5.9 tỷ AED(1.6 tỷ USD) trong năm 2012, tăng 10% so với năm trước. Trong năm 2008, Dubai Duty Free tăng gấp đôi không gian bán lẻ từ 7.000 đến 15.000 mét vuông với việc khai trương Nhà ga Emirates mới số 3 vào tháng 10 năm 2008. Dubai Duty Free ghi nhận hơn 23,5 triệu giao dịch trong năm 2012. Tính đến tháng 8 năm 2009, Dubai Duty Free là hoạt động bán lẻ sân bay đơn lẻ lớn nhất trên thế giới trước Heathrow của Luân Đôn và các sân bay Incheon của Seoul.
Ngoài một loạt các cửa hàng miễn thuế và cửa hàng ăn uống, Sân bay Dubai có hai khu vườn ngoài trời. Sân bay Dubai có nhiều trung tâm thương mại nằm xung quanh sân bay. Trong khu vực trung chuyển quốc tế của các Nhà ga 1 và 2 được kết nối với nhau, các tiện nghi Internet và trò chơi, phòng cầu nguyện, vòi sen, spa, phòng tập thể dục, hồ bơi và 3 khách sạn đều được cung cấp. Nhiều khu vực tiếp khách khác nhau được cung cấp, một số bao gồm khu vực vui chơi cho trẻ em hoặc TV chiếu các kênh tin tức, phim và thể thao.

## An toàn và bảo mật

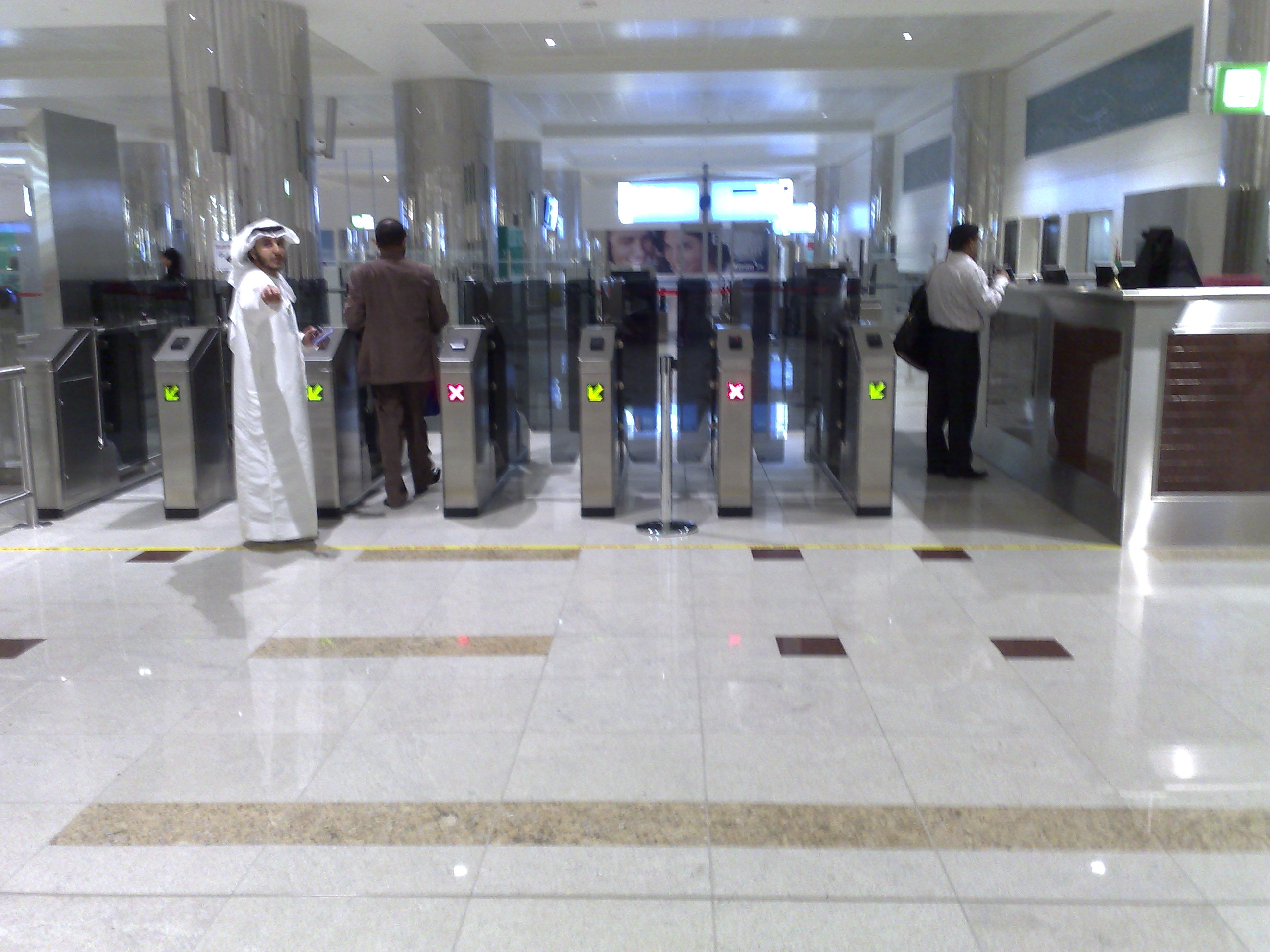
Quầy E-gate tại Khu Kiểm soát Hộ chiếu

Cơ quan Hàng không Dân dụng Dubai quản lý an toàn và an ninh tổng thể của sân bay. Việc sàng lọc trước diễn ra tại tất cả các nhà ga ở lối vào sân bay. Quét võng mạc đã được thực hiện tại tất cả các sân bay của UAE. Loại quét này ngăn chặn những người bị trục xuất khỏi UAE vì tội hình sự nghiêm trọng khi trở về lại bằng các tài liệu giả (công dân UAE được miễn quét võng mạc).
Đầu năm 2007, Sân bay Dubai đã giới thiệu một loại thiết bị kiểm tra sân bay mới không chỉ phát hiện vũ khí, mà còn có thể kiểm tra hành khách cho các loại ma túy trong máu. Với hệ thống mới tại chỗ, du khách vào Dubai có thể bị bỏ tù từ bốn năm trở lên nếu bị phát hiện (kể cả trong máu và đáy giày) của ma túy bất hợp pháp (thậm chí với số lượng nhỏ tới 0,001 gram, bao gồm hạt thuốc phiện từ bánh mì tròn và thuốc theo toa và các loại thuốc không bán theo toa như codeine. Một thẩm phán cấp cao Dubai đã được trích dẫn ngày 11 tháng 2 năm 2008, bởi Seven Days nói, "Những luật này giúp ngăn cản bất cứ ai mang hoặc sử dụng ma túy. Ngay cả khi số lượng thuốc bất hợp pháp được tìm thấy trên một người nào đó là 0,05 gram, họ sẽ bị kết tội tối thiểu là bốn năm nếu nó được sử dụng cho mục đích cá nhân. Thông điệp rõ ràng - thuốc sẽ không được dung nạp". Một số du khách đã được tổ chức chờ giải quyết trong khi chính quyền Dubai kiểm tra tài sản, máu và nước tiểu của họ nếu phát hiện bất kỳ dấu vết của buôn lậu.

## Hoạt động

### Hành khách
Vì tất cả lưu lượng hành khách ra khỏi sân bay mang tính quốc tế, ba nhà ga chính hoạt động được trang bị các cơ sở di trú cho du khách quốc tế.
Vì có các chuyến bay quốc tế hoạt động từ sân bay, các khu vực của sân bay được trang bị các cơ sở xử lý di trú và quét an ninh cho tất cả hành khách bao gồm hành khách trong nước và quốc tế. Nhà ga số 1 và 3 xử lý 95% các chuyến bay quốc tế, trong khi Nhà ga 2 chủ yếu phục vụ các chuyến bay trong vùng và các chuyến bay quốc tế được chuyển đến các sân bay khác ở Trung Đông. Emirates Airline chỉ hoạt động từ Nhà ga 3. Ngược lại, các hãng hàng không giá rẻ như flydubai hoạt động các chuyến bay ra khỏi Nhà ga số 2.
Tăng trưởng hành khách tại sân bay đã tăng trưởng với tốc độ trung bình 18%. Sân bay đạt công suất 33 triệu hành khách/năm vào năm 2007; tuy nhiên, điều này vẫn chưa đủ để xử lý tình trạng tắc nghẽn ngày càng tăng tại sân bay. Năm 2013, công suất của sân bay đạt 75 triệu với việc mở phòng chờ A và mở rộng Nhà ga số 2.
Lưu thông hành khách năm 2014 tăng 7,5% khi 70,48 triệu hành khách đã qua đến Sân bay quốc tế Dubai, so với 66,43 triệu lượt trong cùng kỳ năm 2013. Tăng trưởng chậm lại trong năm 2014 do dự án tái tạo đường băng 80 ngày, trong đó DXB chỉ hoạt động với một đường băng giữa tháng 5 và tháng 7.
Trong năm 2014, Ấn Độ là điểm đến lớn nhất của DXB với 8.91 triệu hành khách. Anh, Ả Rập Xê Út và Pakistan theo sau với 5,38 triệu, 4,88 triệu và 3,13 triệu. Heathrow của Luân Đôn đã trở thành điểm đến hàng đầu thành phố, ghi nhận 2.626.357 hành khách. Doha theo sau nó với 2.355.959.

### Hàng hóa
Sân bay đã xử lý 2,37 triệu tấn hàng hóa hàng không trong năm 2014, giảm 3,1% so với năm 2013, khiến đây trở thành trung tâm hàng không vận chuyển hàng hóa đông đúc thứ sáu trên thế giới và bận rộn nhất ở Trung Đông. Sự sụt giảm này là do đường băng đóng cửa và sự dịch chuyển của nhiều chuyến bay chở hàng từ DXB đến Sân bay quốc tế Al Maktoum.

## Vận tải đường bộ

### Đường

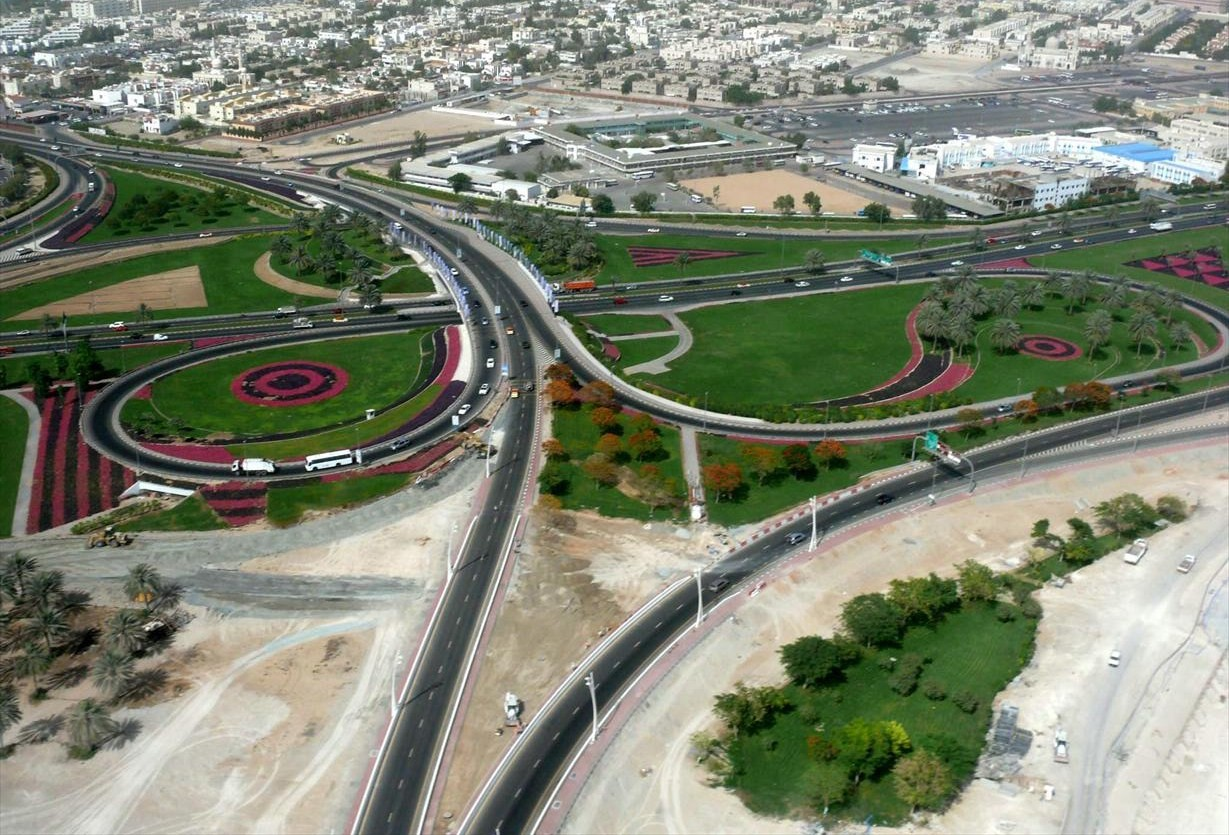
D 89 dẫn đến Sân bay Dubai

Sân bay được kết nối bằng đường D 89. Một trong những con đường nội thành dài nhất, D 89 bắt đầu tại Deira Corniche và chạy vuông góc với D 85 (Đường Baniyas). Từ Deira, con đường tiến về phía đông nam về phía sân bay quốc tế Dubai, giao với đường E 311 (đường Emirates) qua sân bay.

### Tàu điện ngầm
Sân bay được phục vụ bởi Tàu điện ngầm Dubai, hoạt động hai tuyến qua hoặc gần sân bay. Red Line có một trạm tại mỗi Nhà ga số 3 và Nhà ga số 1. Các dịch vụ chạy từ 6 giờ sáng đến 11 giờ tối mỗi ngày trừ Thứ Sáu, khi chúng chạy từ 1 giờ chiều đến nửa đêm. Những thời gian khác nhau trong tháng thánh lễ Ramadan Hồi giáo. Các ga nằm ở phía trước của cả hai nhà ga và có thể được tiếp cận trực tiếp từ các khu vực đến.
Tuyến Green Line có tại một ga gần Khu Tự do Sân bay, từ đó hành khách có thể kết nối với Nhà ga số 2.

### Xe buýt
Xe buýt Dubai do RTA điều hành chạy một số tuyến đến thành phố nhưng chủ yếu là Deira và có sẵn tại trung tâm vận chuyển sân bay và tàu đến tại mỗi nhà ga.
Hành khách cần chuyển tiếp giữa các Nhà ga 1 và 3 và Nhà ga 2 có thể sử dụng dịch vụ xe buýt đưa đón giữa các nhà ga hoạt động thường xuyên.
Các bến xe buýt nằm đối diện với cả Nhà ga số 1, 2 và 3. Các xe buýt địa phương 4, 11, 15, 33 và 44 có thể được sử dụng để kết nối với Nhà ga 1 và 3, trong khi xe buýt số 2 kết nối với Nhà ga số 2. Vận chuyển có điều kiện vào trung tâm thành phố và hơn 80 khách sạn trong thành phố.
Emirates cung cấp dịch vụ xe buýt miễn phí, hoạt động ba dịch vụ hàng ngày đến và đi từ Al Ain, và bốn chuyến hàng ngày, đến và đi Abu Dhabi.
| Số tuyến        | Ghi chú                    |                 |
| Xe buýt của RTA | Xe buýt của RTA            | Xe buýt của RTA |
| --------------- | -------------------------- | --------------- |
| 4               | Bến xe buýt Al Rashidiya   |                 |
| 33              | Bến xe buýt Al Qusais      |                 |
| 34              | Bến xe buýt Al Rashidiya   |                 |
| 44              | Bến xe buýt Al Gubaiba     |                 |
| 48              | Bến xe buýt Al Rashidiya   |                 |
| 64              | Điểm cuối Ras Al Khor      |                 |
| 401             | Điểm cuối Deira            |                 |
| 402             | Điểm cuối Al Karama        |                 |
| 11A             | Điểm cuối Awir             |                 |
| 11C             | Điểm cuối CWC              |                 |
| 32C             | Bến xe buýt Satwa          |                 |
| 11M             | Khawaneej                  |                 |
| C01             | Trạm nhà ga Chợ vàng Dubai |                 |
| C8              | Zabeel                     |                 |
| C26             | Công viên Safa             |                 |
| X28             | Nhà ga Jebel Ali           |                 |

| Tuyến!                  | Địa điểm          |                   |
| Dịch vụ đường dài       | Dịch vụ đường dài | Dịch vụ đường dài |
| ----------------------- | ----------------- | ----------------- |
| Công ty vận tải xe buýt | Abu Dhabi         |                   |
| Công ty vận tải xe buýt | Al-Ain            |                   |
| Công ty vận tải xe buýt | Sharjah           |                   |

### Xe taxi
Sân bay được phục vụ bởi Cơ quan Taxi Dubai của chính phủ, nơi cung cấp dịch vụ 24 giờ tại các điểm đến tại mỗi nhà ga.

## Tai nạn và sự cố
- Vào ngày 14 tháng 3 năm 1972, Chuyến bay số 296 của Sterling Airlines bị rơi trên đường đến Dubai, làm 112 người thiệt mạng.
- Vào ngày 22 tháng 11 năm 1974, British Airways Flight 870, một chiếc Vickers VC10, từ Dubai đến Heathrow, bị tấn công tại Dubai, đáp xuống Tripoli để tiếp nhiên liệu trước khi bay tới Tunis. Một con tin đã bị sát hại trước khi những kẻ không tặc cuối cùng đầu hàng sau 84 giờ. Phi công trưởng Jim Futcher được tặng Huân chương Gallantry của Nữ hoàng, Huân chương Phi công và Huy chương vàng của Hiệp hội phi công Anh và Giấy chứng nhận khen thưởng của British Airways cho hành động của ông trong vụ cướp.[159]
- Ngày 28 tháng 7 năm 2001, một người đàn ông tên là Djamel Beghal đã bị bắt tại sân bay quốc tế Dubai trong khi chuyển từ một chuyến bay từ Pakistan sang một chuyến bay đến châu Âu. Beghal thừa nhận với những người thẩm vấn rằng ông là một phần của âm mưu tấn công đại sứ quán Paris. Tổ chức Al-Qaeda đã đến Pháp, nơi trùm tổ chức đã đọc lại một phần tuyên bố của mình.
- Một phần mái nhà Nhà ga số 3 bị sụp đổ trong quá trình xây dựng. Nhà ga được thiết kế bởi Paul Andreu, một kiến trúc sư người Pháp, người cũng thiết kế sân bay Paris-Charles de Gaulle, một phần mái nhà của nó cũng bị sụp đổ cùng năm.[160]
- Vào ngày 12 tháng 3 năm 2007, thiết bị hạ cánh của chuyến bay BG006 của hãng Biman Bangladesh Airlines (LHR – DXB-DAC), một chiếc Airbus A310-300, đã bị rơi khi máy bay đang tăng tốc trên đường băng.[161] Chiếc máy bay chở 236 hành khách và phi hành đoàn. Mười bốn người bị thương nhẹ trong vụ tai nạn. Chiếc máy bay đã ngừng ở cuối đường băng và được sơ tán nhưng tai nạn làm tê liệt đường băng hoạt động duy nhất và buộc sân bay phải đóng cửa trong tám giờ, ảnh hưởng đến 71 chuyến bay.[162]
- Vào ngày 3 tháng 9 năm 2010, UPS Flight 6, hoạt động một chiếc Boeing 747-44AF N571UP bị rơi ngay sau khi cất cánh, giết cả phi hành đoàn và phá hủy máy bay. N571UP đã khai thác một chuyến bay chở hàng quốc tế đến sân bay Cologne Bonn, Đức.[163]
- Vào ngày 3 tháng 8 năm 2016, chuyến bay Emirates số 521 từ sân bay quốc tế Trivandrum, một máy bay Boeing 777-300 A6-EMW bị rơi khi hạ cánh. Tất cả 300 hành khách và thủy thủ đoàn đã được sơ tán an toàn. Tuy nhiên, một nhân viên cứu hỏa sân bay đã chết vì chiến đấu với ngọn lửa.

## Trong phương tiện truyền thông
Năm 2013, Sân bay Quốc tế Dubai được giới thiệu trong một bộ phim tài liệu gồm 10 tập có tên là Ultimate Airport Dubai được phát sóng trên kênh National Geographic và được sản xuất bởi Arrow Media và National Geographic Channel International. Bộ phim tài liệu tập trung vào các hoạt động hàng ngày của sân bay. Bộ phim đã trở lại mùa thứ hai vào năm 2014 và mùa thứ ba năm 2015.